# Австро-Угорський банк
А́встро-Уго́рський ба́нк (нім. Oesterreichisch-ungarische Bank, угор. Osztrák–Magyar Bank) — центральний банк, що здійснював емісію спільної валюти для Габсбурзької монархії та Австро-Угорської імперії в XIX та на початку XX століття. Спершу він випускав австро-угорський гульден, а пізніше австро-угорську крону. Після розпаду імперії банк продовжував випускати австрійську крону. Офіційною штаб-квартирою вважався Відень.
Установу було засновано в 1816 році під назвою нім. Privilegirte oesterreichische National-Bank, досл. «Привілейований австрійський Національний банк». У 1878 році, як наслідок австро-угорського компромісу 1867 року, банк змінив свою назву на Австро-Угорський банк. Його ліквідували наприкінці 1922 року в часи фінансової нестабільності в Австрійській Республіці після розпаду Австро-Угорської імперії та підписання Сен-Жерменського мирного договору. Прямими і не прямими наступниками банку стали: Національний банк Австрії у Відні, Угорський національний банк у Будапешті, Національний банк Чехословаччини в Празі та Національний банк Югославії у Белграді.

## Історія
Першою емісійною установою в Габсбурзькій монархії був Муніципальний банк Відня, або Віденський міський банк, заснований у 1706 році. У 1762 році він розпочав випуск банкнот, відомих як Банкоцеттелі. Під час наполеонівських воєн австрійський імперський уряд випустив власні паперові гроші та значно збільшив їх кількість для фінансування військових дій, що призвело до інфляції.

## Австрійська імперія

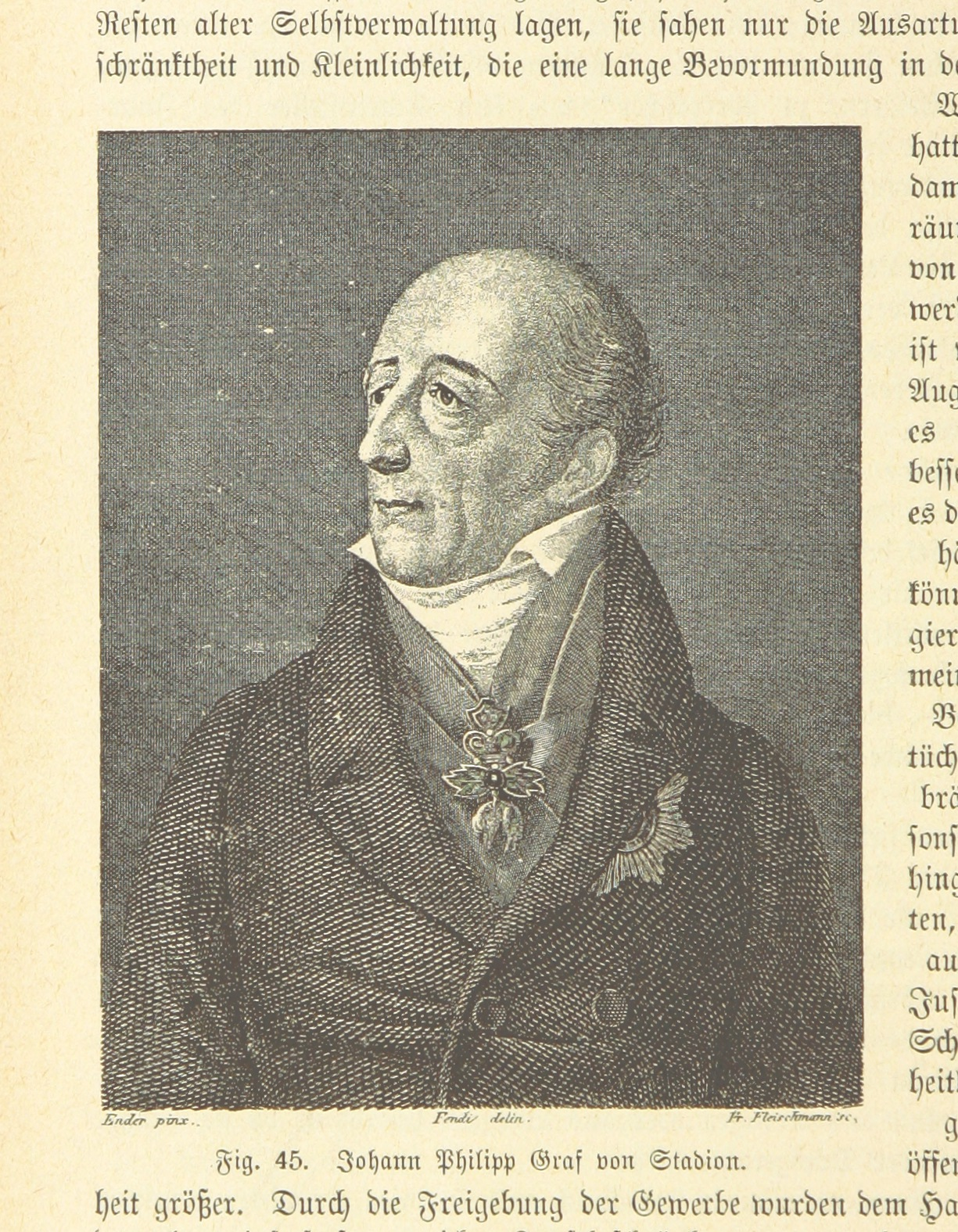
Йоганн Філіп Стадіон, граф фон Вартхаузен, зіграв важливу роль у створенні банку в 1816 році.

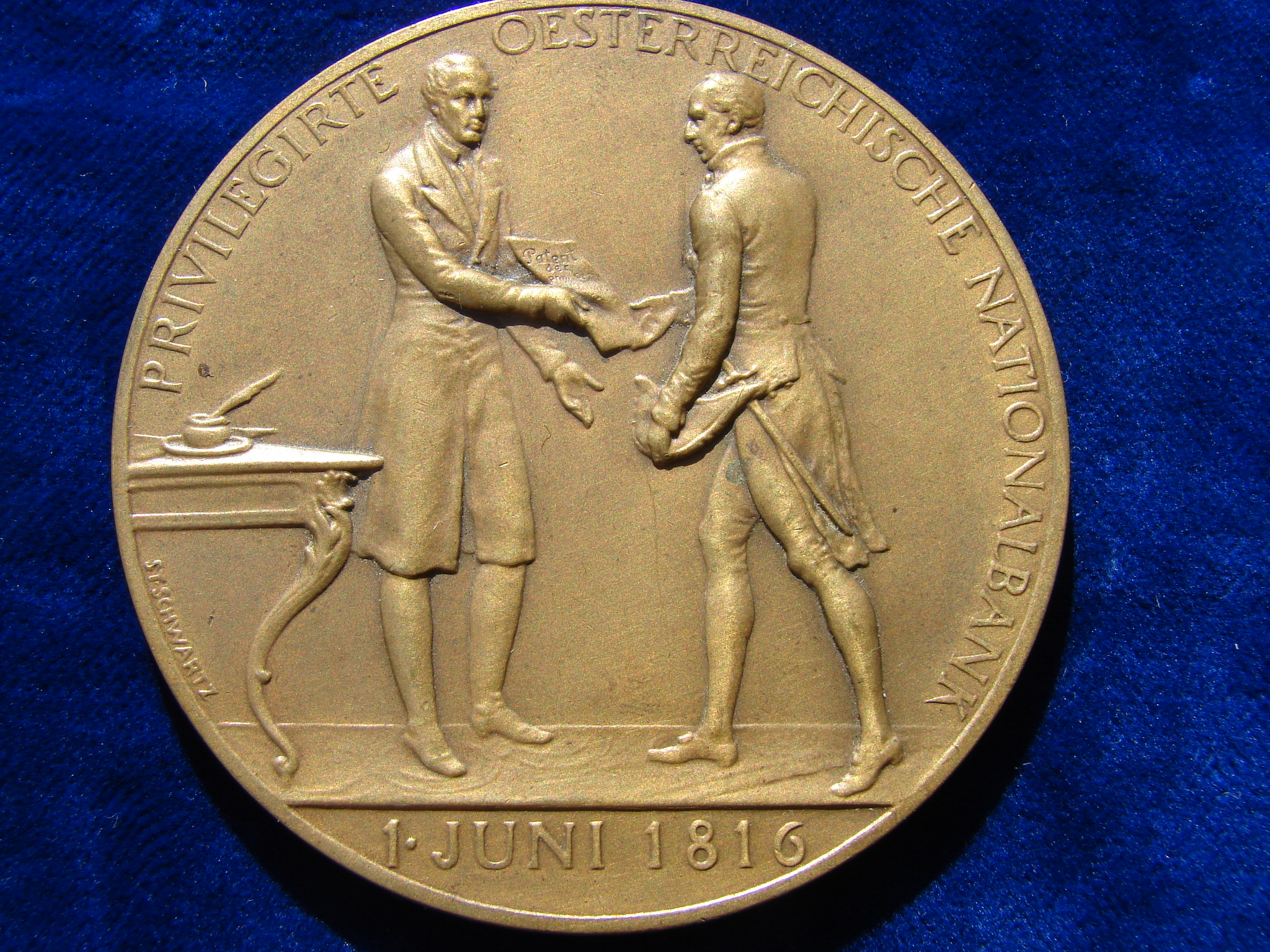
Медаль до сторіччя створення Банку, 1916 рік: Імператор Франц I передає патент Банку Йогану Філіппу Стадіону

Після відновлення миру на Віденському конгресі, за порадою державного діяча Йоганна Філіпа Стадіона, 1 червня 1816 року імператор Франц I заснував імператорським патентом «Привілейований німецький Національний банк». Акціонерами  банку були приватні особи, на відміну від «Віденського міського банку», що належав муніципалітету. Першим завданням банку було викупом знецінених паперових грошей воєнного часу з метою відновлення довіри до валюти. 15 липня 1817 року банк отримав ще один імператорський патент, який дозволив йому здійснювати емісію банкнот. До січня 1818 року банк вже мав свій перший постійний персонал і почав розширювати мережу філій по всій Австрійській імперії.
2 жовтня 1841 року імператор Фердинанд I відновив монополію банку на емісію банкнот і змінив його керівництво для посилення державного контролю. Першу філію банк відкрив у Празі в 1847 році, а другу —в Пешті в 1851 році. Банкноти часто знецінювалися під час фінансових криз, зокрема через революції 1848–1849 років, Осінню кризу 1850 року у відносинах з Пруссією та мобілізацію під час Кримської війни з 1853 по 1856 роки. 27 грудня 1862 року імператор Франц-Йосиф I поновив привілеї банку на емісію, надавши йому більшу незалежність. Подібно до Закону про банківську хартію Великобританії 1844 року, ⁣обсяг банкнот в обігу був обмежений 200 мільйонами гульденів, які мали бути забезпечені дорогоцінними металами. Однак у 1866 році австрійський уряд порушив ці домовленості задля фінансування Австро-прусської війни, за що пізніше виплатив банку компенсацію.

## Австро-Угорська імперія

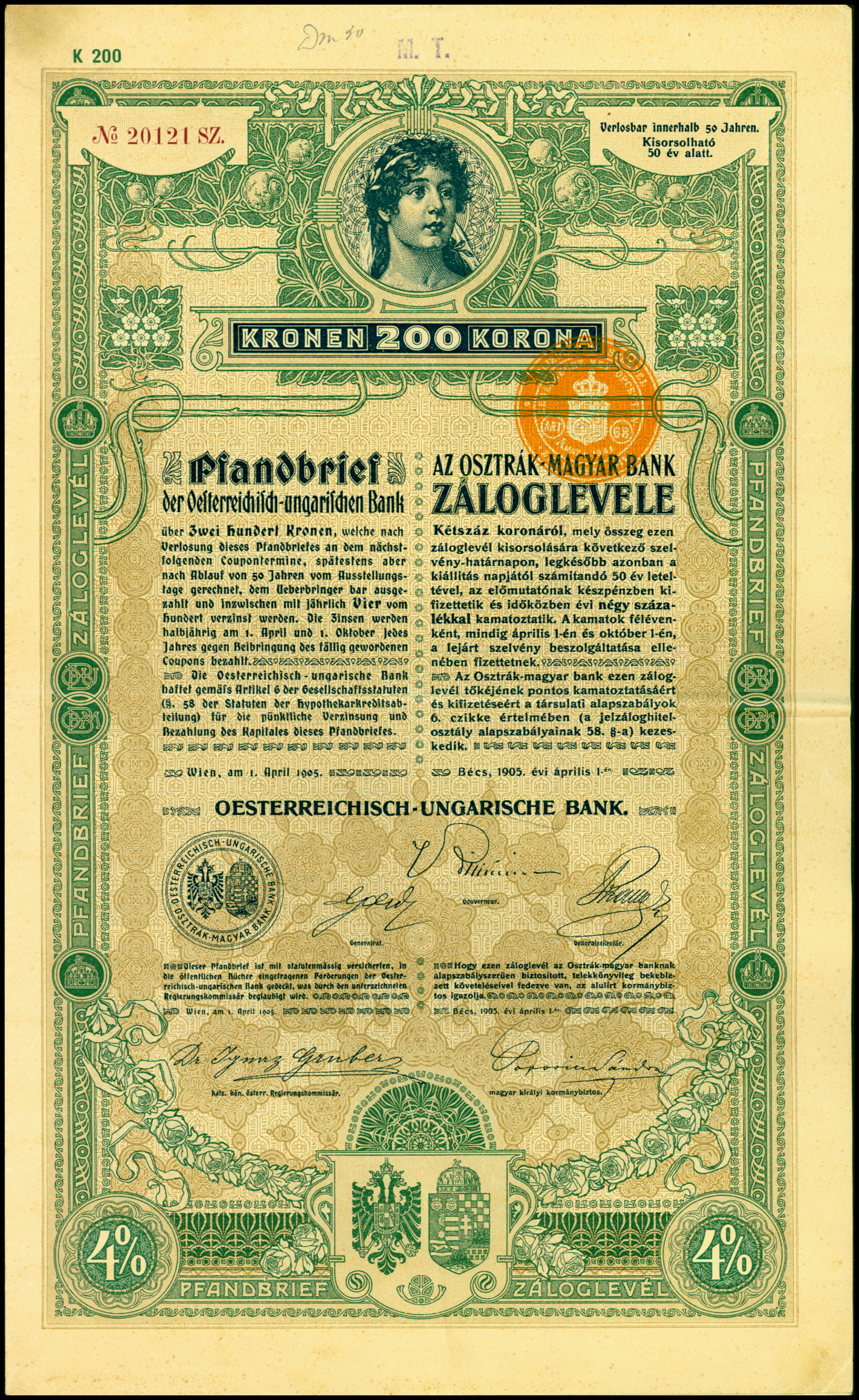
Облігація Австро-Угорського банку, випущена 1 квітня 1905 року

Під час переговорів, щодо Австро-Угорського компромісу 1867 року, питання центрального банку та його управління було тимчасово відкладено, з домовленістю реформувати банк у майбутньому. Тим часом закон від 18 березня 1872 року, опираючись на досвід фінансової кризи 1866 року, вимагав, щоб будь-яка емісія грошей, що перевищувала 200 мільйонів гульденів, була забезпечена резервами дорогоцінних металів. Це дозволило банку зберегти монетарну стабільність під час фінансового підйому та спаду в Австрії в 1873 році. Станом на 1875 року банк мав 24 філії за межами Відня.
Адаптація банку до нової політичної структури монархії завершилася лише в 1878 році, коли його назву було змінено на Австро-Угорський банк. Банк отримав унітарну структуру управління з загальними зборами (нім. Generalversammlung) і Генеральною радою (нім. Generalrat) на чолі з головою правління, але мав подвійний операційний устрій з двома окремими виконавчими дирекціями (нім. Direktionen) та головними офісами (нім. Hauptanstalten) у Відні та Будапешті. Голову правління призначали спільно міністри фінансів Австрії та Угорщини, а банк був зобов'язаний відкривати нові філії на рівних умовах в обох частинах Габсбурзької монархії. Угорські націоналісти залишалися незадоволені цими домовленостями й продовжували виступати за створення окремого угорського центрального банку, однак їхні зусилля залишалися марними до кінця існування об'єднаної монархії.
Перехід від біметалізму до золотого стандарту з заміною австро-угорського гульдена на австро-угорську крону тривав 8 років і завершився у 1900 році. Чергове оновлення емісійних привілеїв банку 21 вересня 1899 року обмежило його попередню незалежність. Попри це, золотий паритет австро-угорської валюти успішно підтримувався до 1914 року. Однак під час Першої світової війни банк не зміг зберегти монетарну стабільність під тиском військових витрат і економічних труднощів. Грошова маса зросла в тринадцять разів, а ціни піднялись в шістнадцять разів порівняно з довоєнним рівнем. До кінця 1918 року реальний дохід робітників скоротився до однієї п'ятої від рівня останнього мирного року. Близько сорока відсотків військових витрат було покрито шляхом емісії банкнот, а близько шістдесяти відсотків коштом військових облігацій.

## Ліквідація

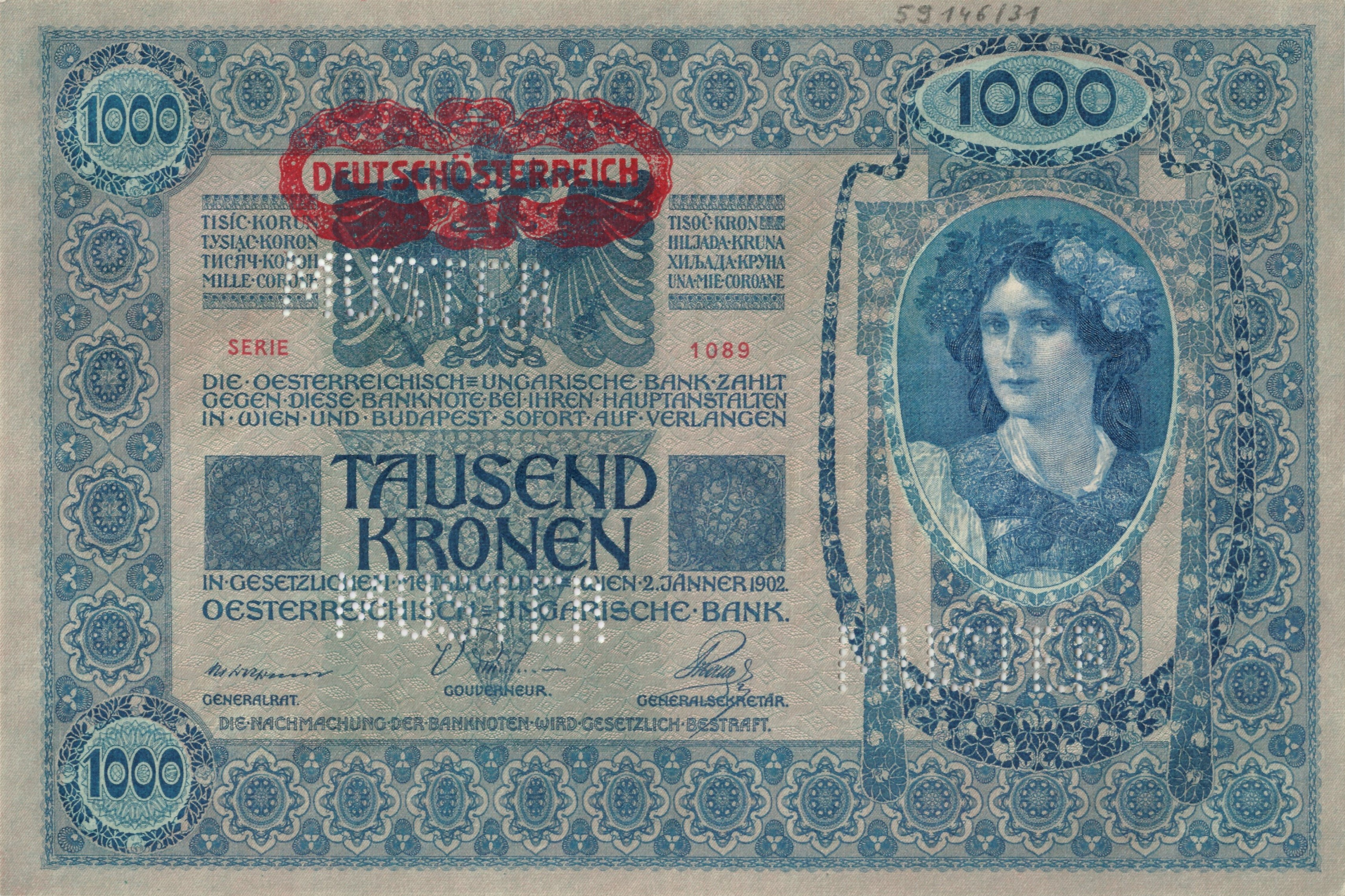
1000 крон 1902 року з наддруком «DEUTSCHÖSTERREICH», який новий австрійський уряд наносив на банкноти Австро-Угорщини після її розпаду

18 жовтня 1918 року сейм Угорщини ухвалив рішення про припинення унії з Австрією, а 31 жовтня 1918 року новопризначений прем'єр-міністр Угорщини Міхай Карої відмовився від умов Австро-угорського компромісу 1867 року. Сен-Жерменський мирний договір, підписаний 10 вересня 1919 року, передбачав ліквідацію Австро-Угорського банку та розподіл його активів і зобов’язань між новоствореними державами-наступниками: Австрією, Угорщиною, Чехословаччиною, Італією, Польщею, Румунією та Югославією.
У Відні банк все частіше вдавався до збільшення емісії, покриваючи близько 75 % бюджетного дефіциту новоствореної Австрійської республіки в період між 1918 і 1922 роками. Австрійська валюта значно знецінилася: з 16 до 30 австрійських крон за долар США в першій половині 1919 року, а до кінця 1921 року — до 5 275 крон за долар. Гіперінфляцію була зупинена лише після підписання Женевських протоколів 4 жовтня 1922 року, які передбачали сувору програму фіскального та економічного регулювання, підкріплену позикою, гарантованою Лігою Націй. Останні загальні збори акціонерів банку відбулися 14 липня 1921 року, а останнє засідання його Генеральної ради — 15 грудня 1922 року.

## Голови правління

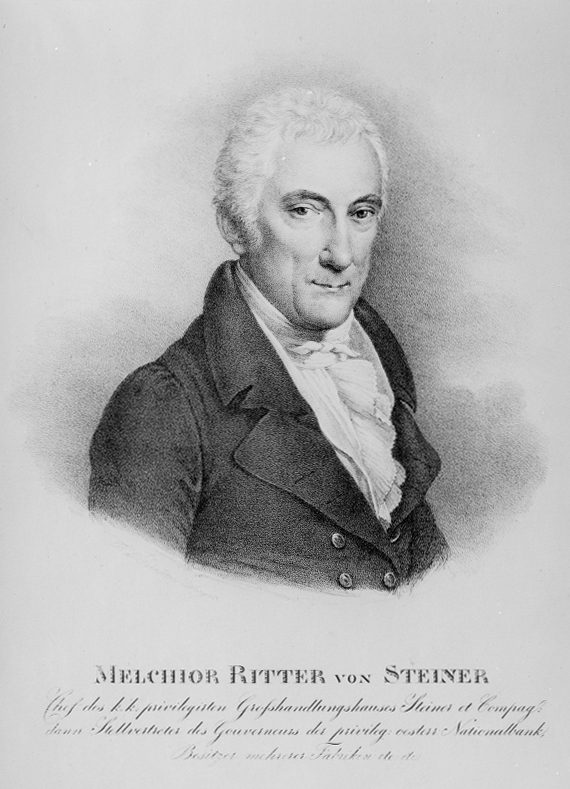
Мельхіор фон Штайнер, третій голова правління Банком

| Ім'я                            | Період                                                                 |
| ------------------------------- | ---------------------------------------------------------------------- |
| Адам Немеш фон Хідвег           | 17 червня 1816 – 15 листопада 1817                                     |
| Йозеф Карл фон Дітріхштайн      | 15 листопада 1817 – 17 вересня 1825                                    |
| Мельхіор фон Штайнер            | в.о., 1825 – 1830                                                      |
| Адріан Ніколаус фон Барб'є      | 4 вересня 1830 – 27 березня 1837                                       |
| Карл Йозеф Алоїз фон Ледерер    | 27 березня 1837 – 31 жовтня 1847; в.о., 9 лютого 1848 – 18 травня 1848 |
| Франц Ксавер Брейєр фон Брейнау | 31 жовтня 1847 – початок 1848                                          |
| Йозеф Майєр фон Гравенег        | 18 травня 1848 – 9 січня 1849                                          |
| Йозеф фон Піпіц                 | 6 серпня 1849 – 8 листопада 1877                                       |
| Алоїз Мозер                     | 28 вересня 1878 – 6 березня 1892                                       |
| Дьюла Кауц                      | 6 березня 1892 – 19 лютого 1900                                        |
| Леон Білінський                 | 19 лютого 1900 – 15 лютого 1909                                        |
| Шандор Попович                  | 15 квітня 1909 – 8 лютого 1918                                         |
| Іґнац Ґрубер фон Меннінґер      | 6 березня 1919 – 18 березня 1919                                       |
| Александр Шпіцмюллер            | 19 грудня 1919 – грудень 1922                                          |

## Будівлі

### Відень
Під час свого створення банк тимчасово розміщувався на Зінгерштрассе 1, неподалік собору Святого Стефана. У 1819–1821 роках він придбав будинки на престижній вулиці Герренгассе, які були знесені для побудови нового приміщення за проєктом Рафаеля фон Ріґелята та архітекторів Шарля де Моро і Пауля Вільгельма Едуарда Шпренгера. Нова будівля була урочисто закладена Францом I 1 липня 1821 року та завершена у 1823 році. Фронтон прикрашали скульптури Йозефа Клібера, які були демонтовані під час перепрофілювання будівлі в 1874 році.
У 1860 році банк перемістився до нового комплексу будівель на протилежному боці вулиці, спроєктованого в 1855 році архітектором Генріхом Ферстелем, сином чиновника Національного банку. Комплекс мав вишуканий декор, включаючи дванадцять статуй Ганса Гассера, що символізували землі Австрійської імперії. Інтер'єри прикрашали роботи художників Франца Йозефа Добіасхофського і Карла Йозефа Гайгера, а також скульптури Йозефа Гассера фон Вальгорна та Франца Мельницького. У комплексі також знаходилася Віденська біржа (до 1869 року), торговий центр (нім. Basarhof), і знамените кафе Централь, яке відкрилося в 1876 році. У 1897 році банк розширився, придбавши сусідній Палац Гардеґґа на Фреюнг 1, де розмістилося австрійське Центральне управління і офіс голови правління. У 1924 році банк продав увесь комплекс Англо-Австрійському банку, який переобладнав його для комерційного використання. У 1975–1982 роках комплекс було реконструйовано і він отримав назву Палац Ферстеля, а кафе Централь було відтворене на новому місці.

У 1910 році банк провів конкурс на проєкт нового головного офісу в районі Альзергрунд, який виграв Леопольд Бауер, учень австрійського архітектора Отто Вагнера. Проєкт Бауера передбачав гігантський комплекс із масивною вежею висотою 88 метрів на місці старої Віденської загальної лікарні. Будівництво першої будівлі, призначеної для друкарні грошей, розпочалося в 1913 році після знесення казарм Альзер Казерне, але було перерване Першою світовою війною та зупинене в 1917 році. Решта плану розвитку Бауера так і не була реалізована. Після війни будівля друкарні була перепрофільована за проєктом архітекторів банку Фердинанда Глейзера та Рудольфа Айслера. Будівля була завершена в 1925 році, де розмістився Національний банк Австрії, якраз перед введенням нової валюти — австрійського шилінга.

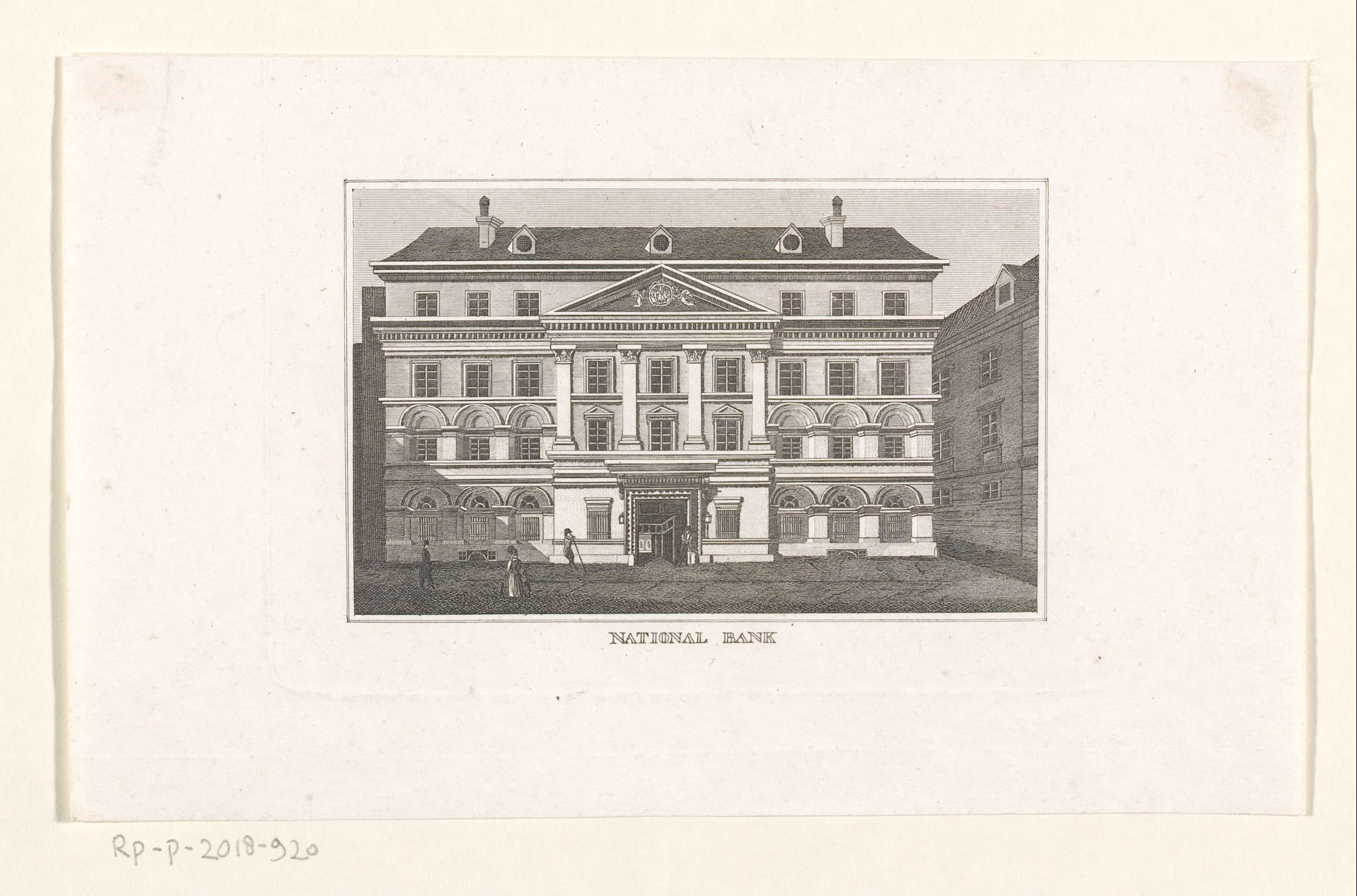
Гравюра 1820-х років будівлі банку на Herrengasse
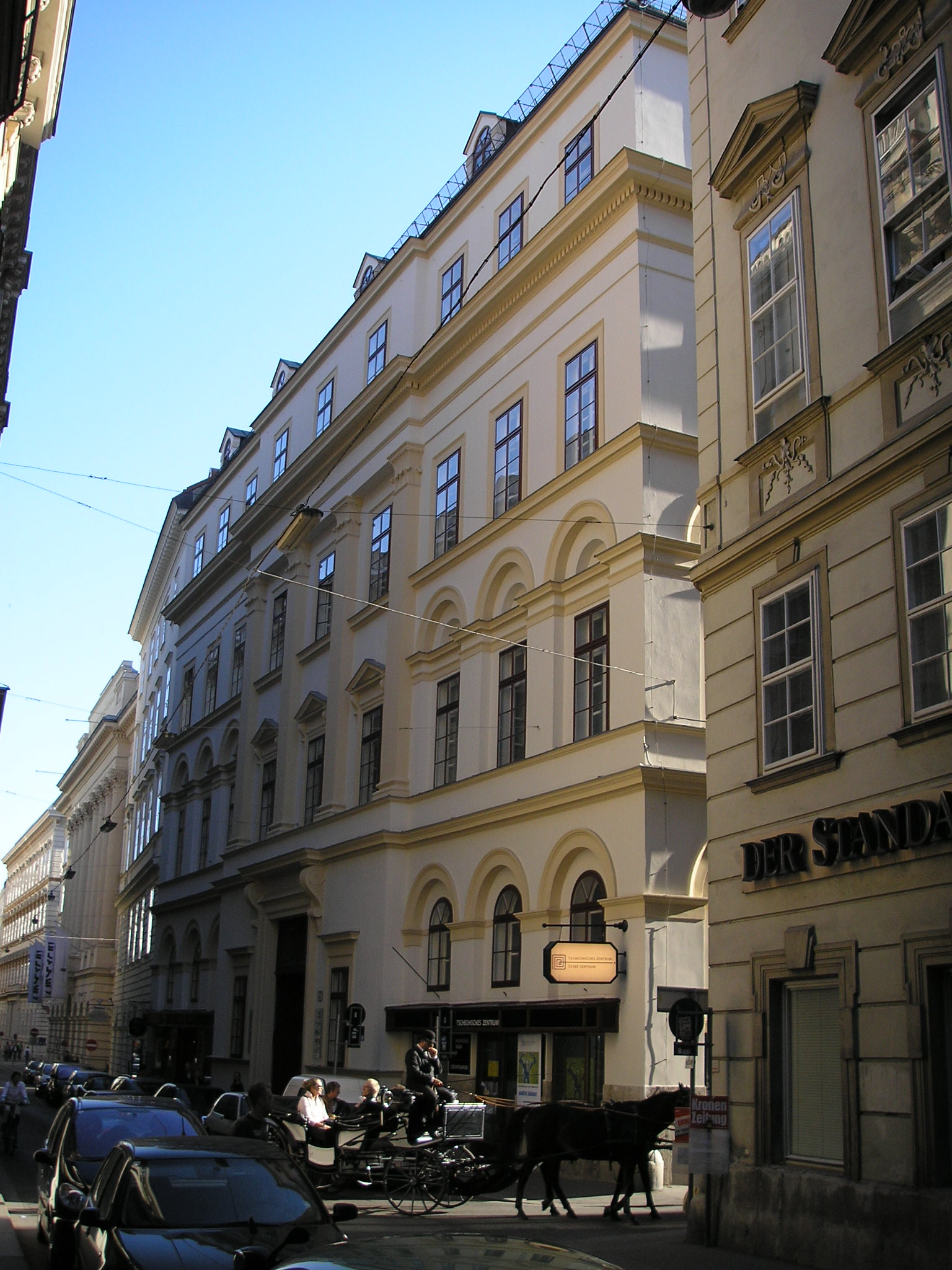
Ця ж будівля 2006 року
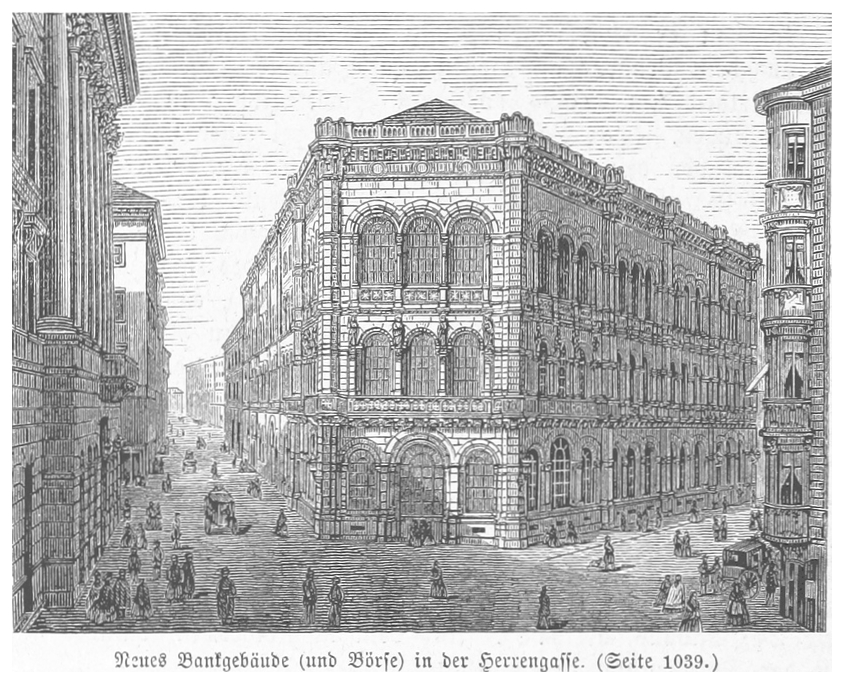
Банківський комплекс, урочисто відкритий у 1860 році
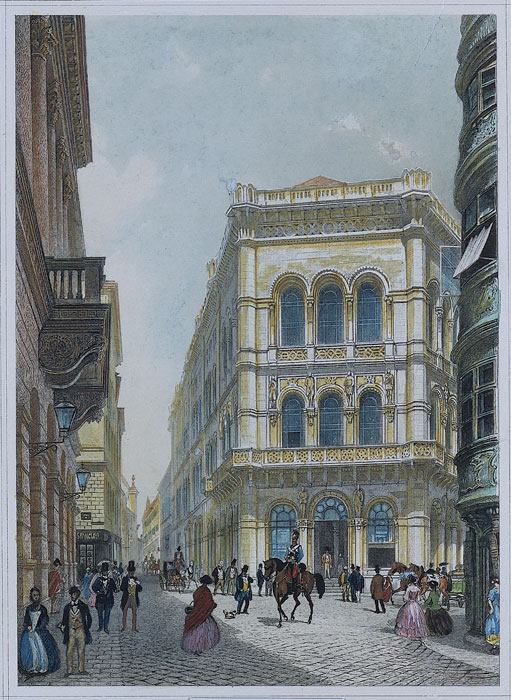
Банківський комплекс, гравюра Рудольфа фон Альта
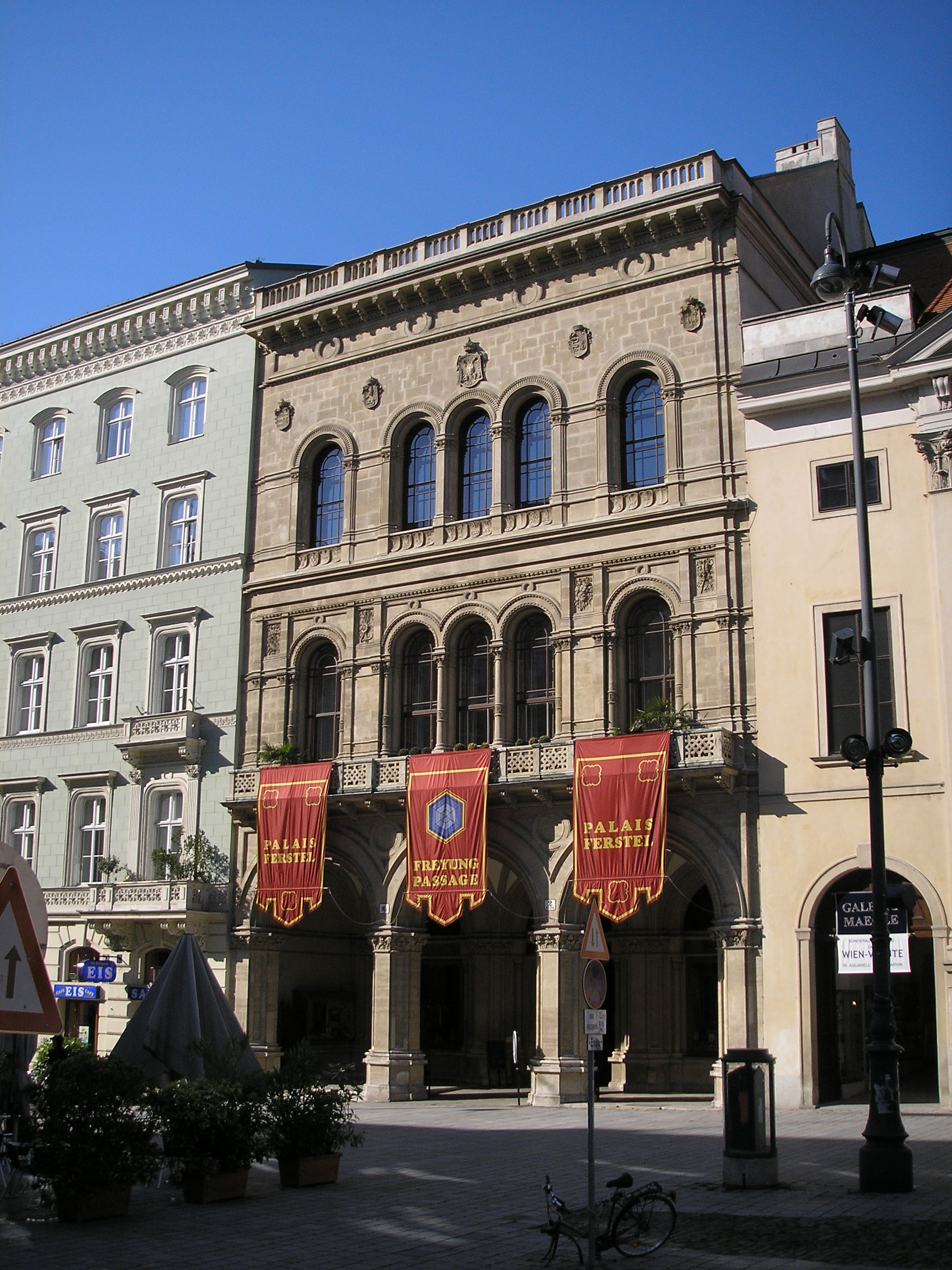
Вхід до Банківського комплексу на площі Фрейунг, 2006 р
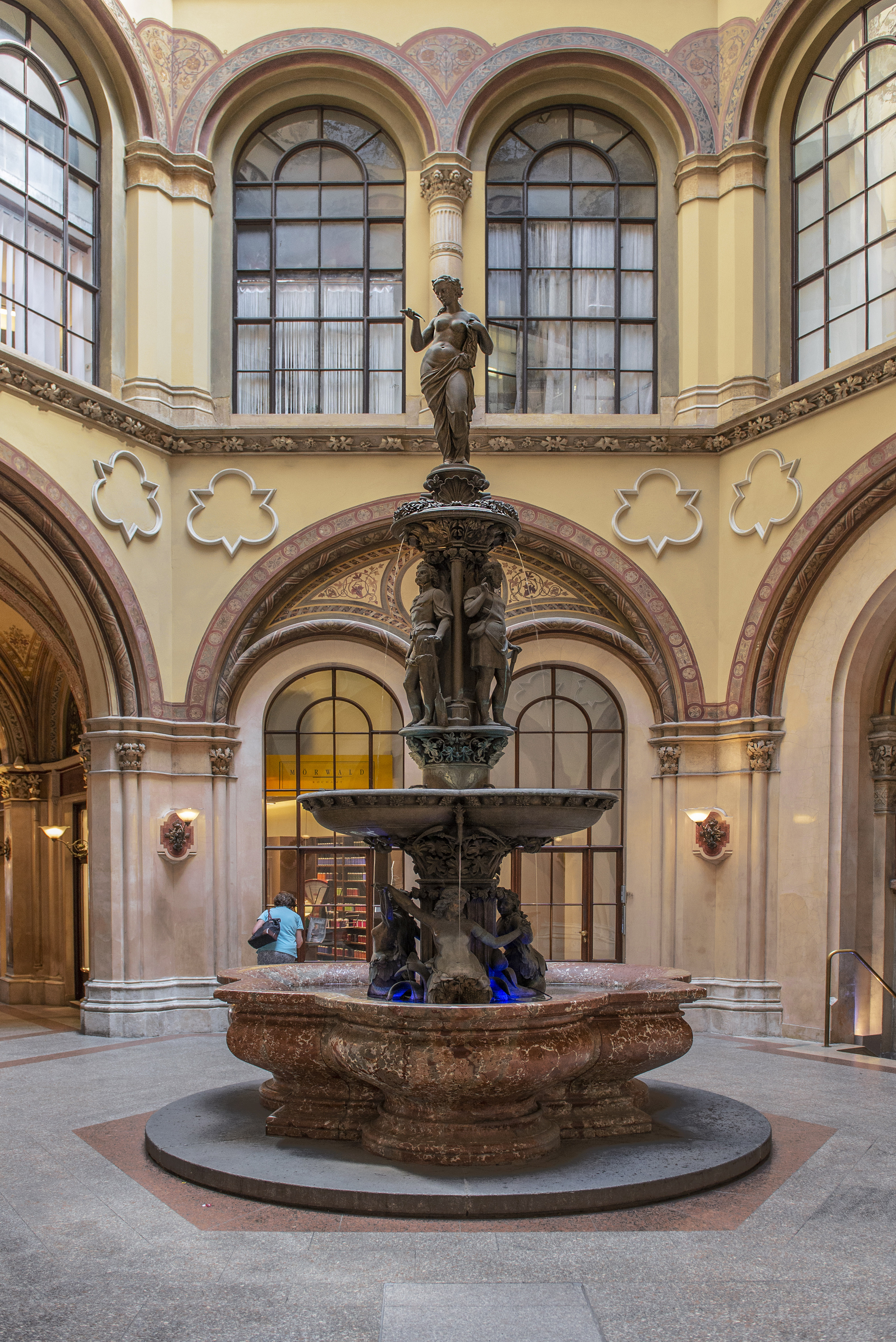
Фонтан, розміщений у комплексі Банку в 1861 році
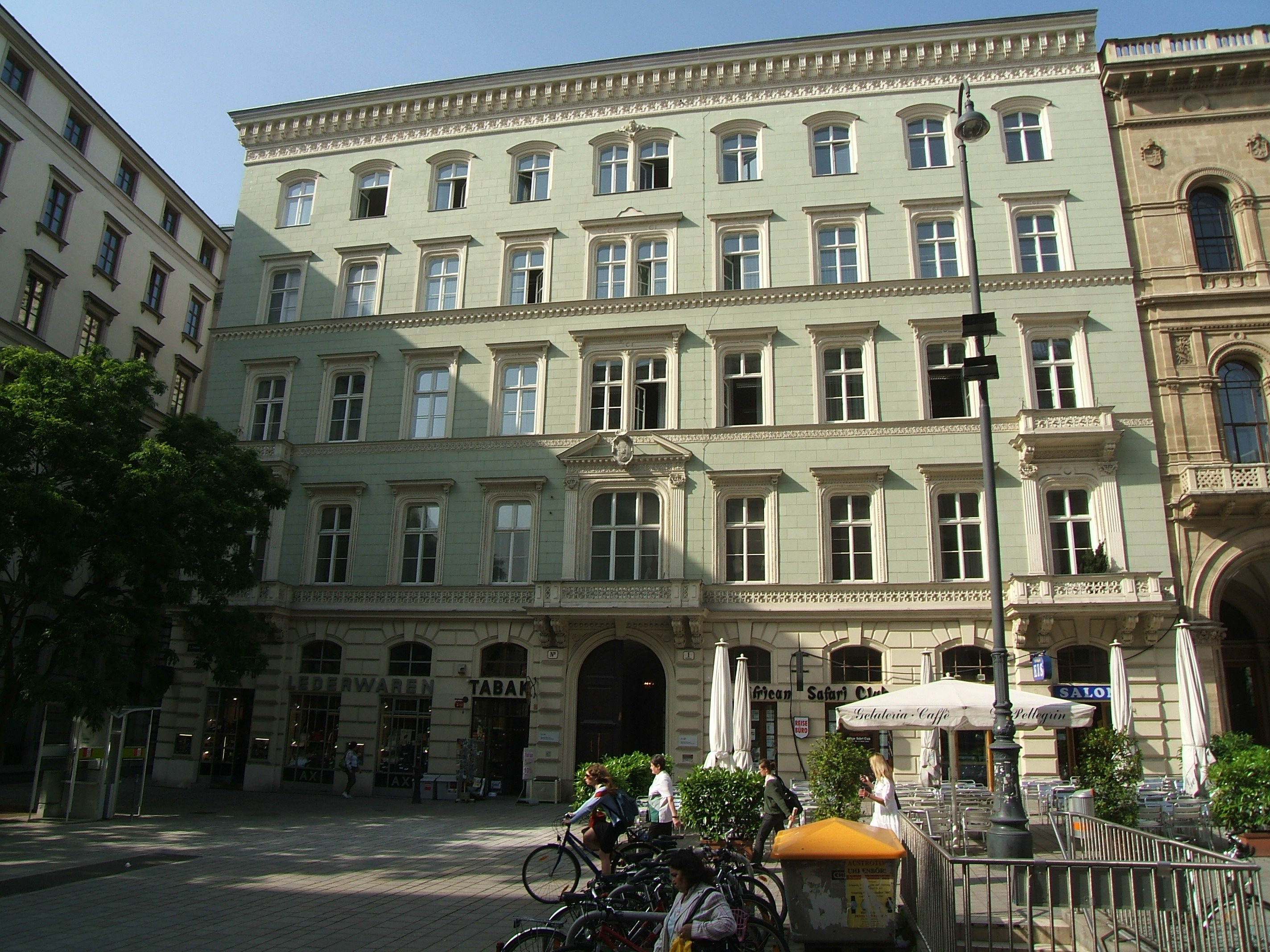
Palais Hardegg на Freyung 1
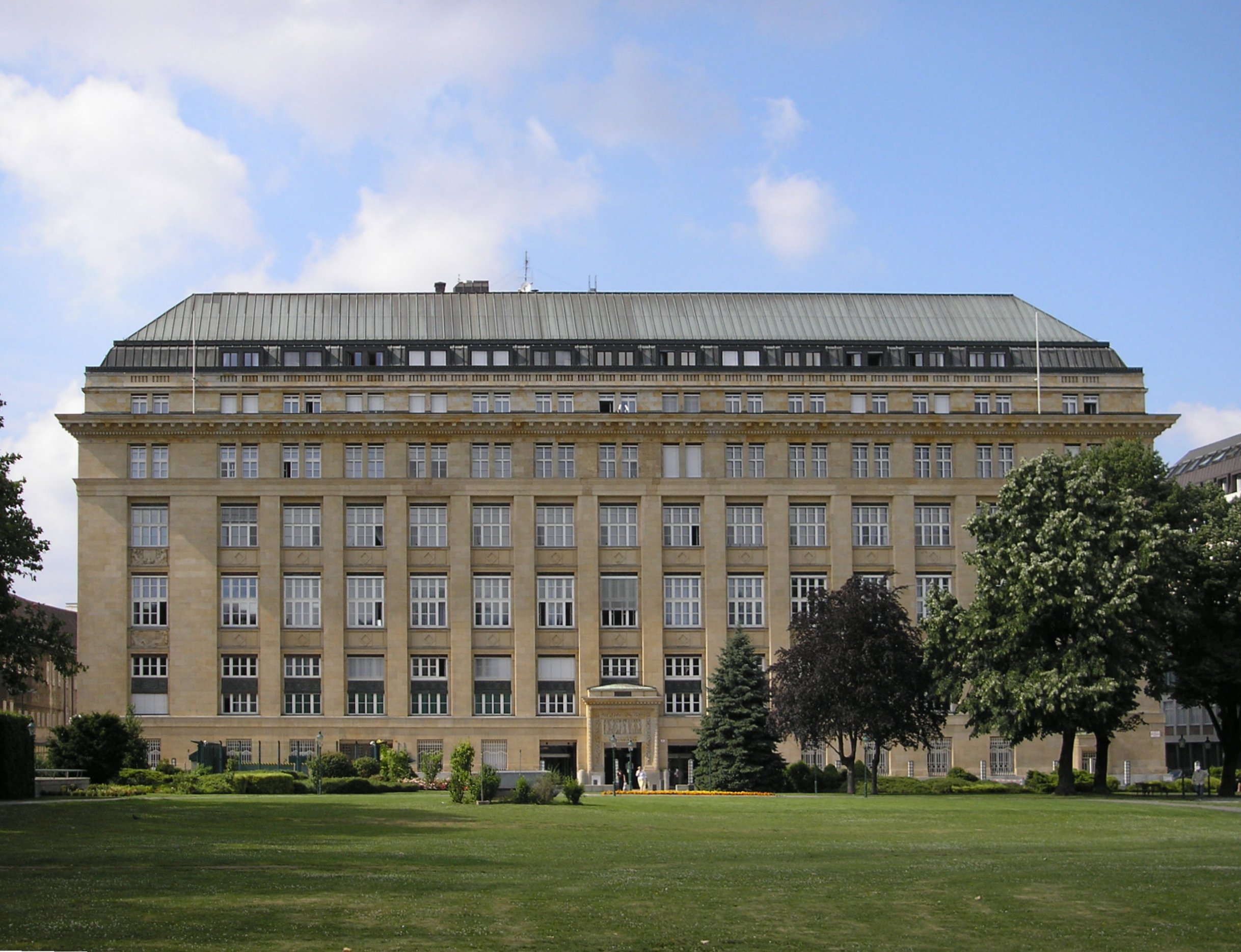
Нова будівля Національного банку, заснована як друкарня Австро-Угорського банку, 2006 рік

### Будапешт
Нова будівля головного офісу Австро-Угорського банку в Будапешті була урочисто відкрита в 1905 році. Після розпаду монархії в ній розмістився Угорський національний банк. Проєкт будівлі розробив архітектор Ігнацо Альпар, а скульптурні композиції створили Йожеф Рона та Карой Сеней. Після Другої світової війни інтер'єри зазнали значних змін. У 2021 році розпочався капітальний ремонт будівлі, присвячений до 100-річчя Національного банку, яке відзначається в 2024 році.

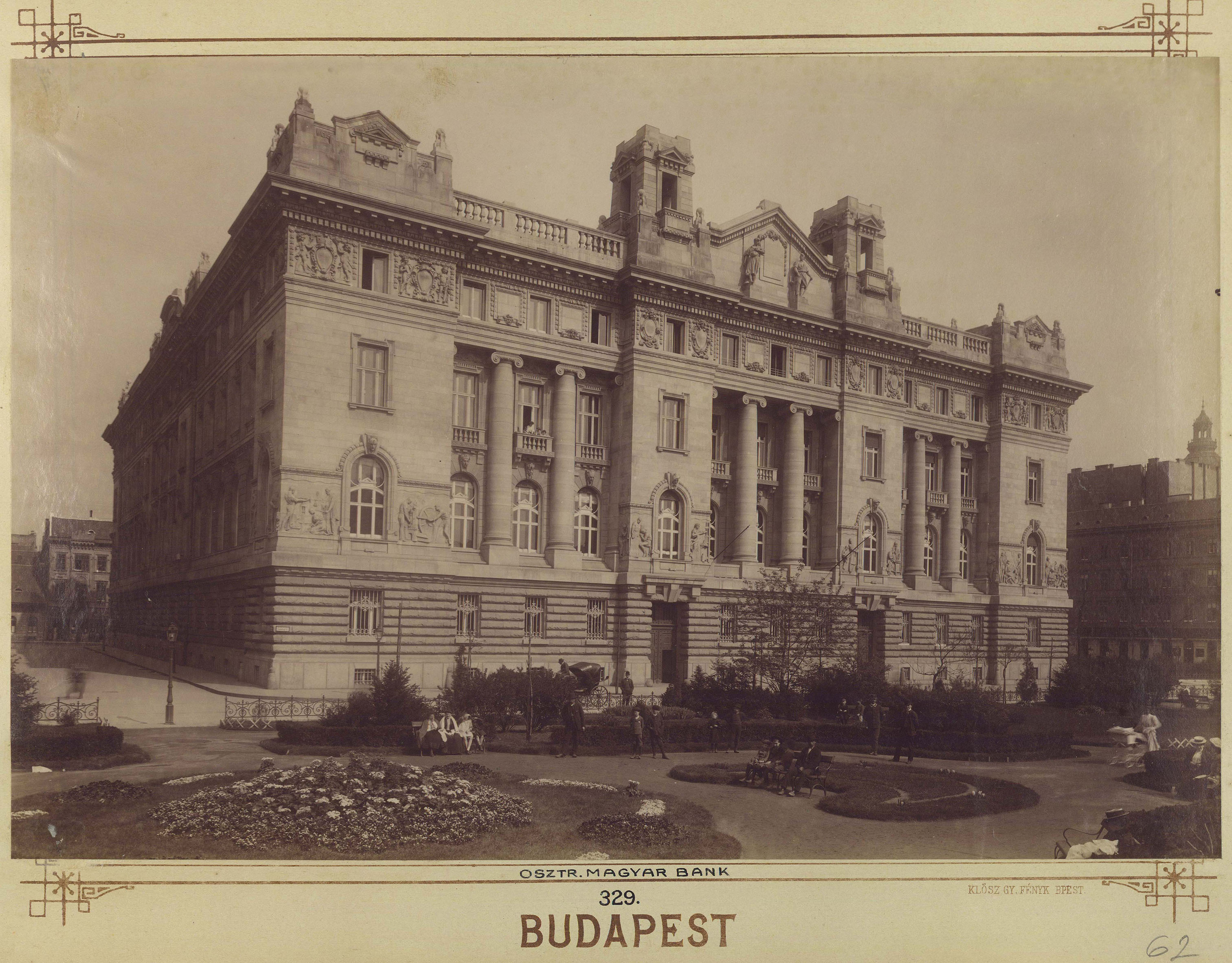
Будапештський головний офіс на момент відкриття, 1905 рік
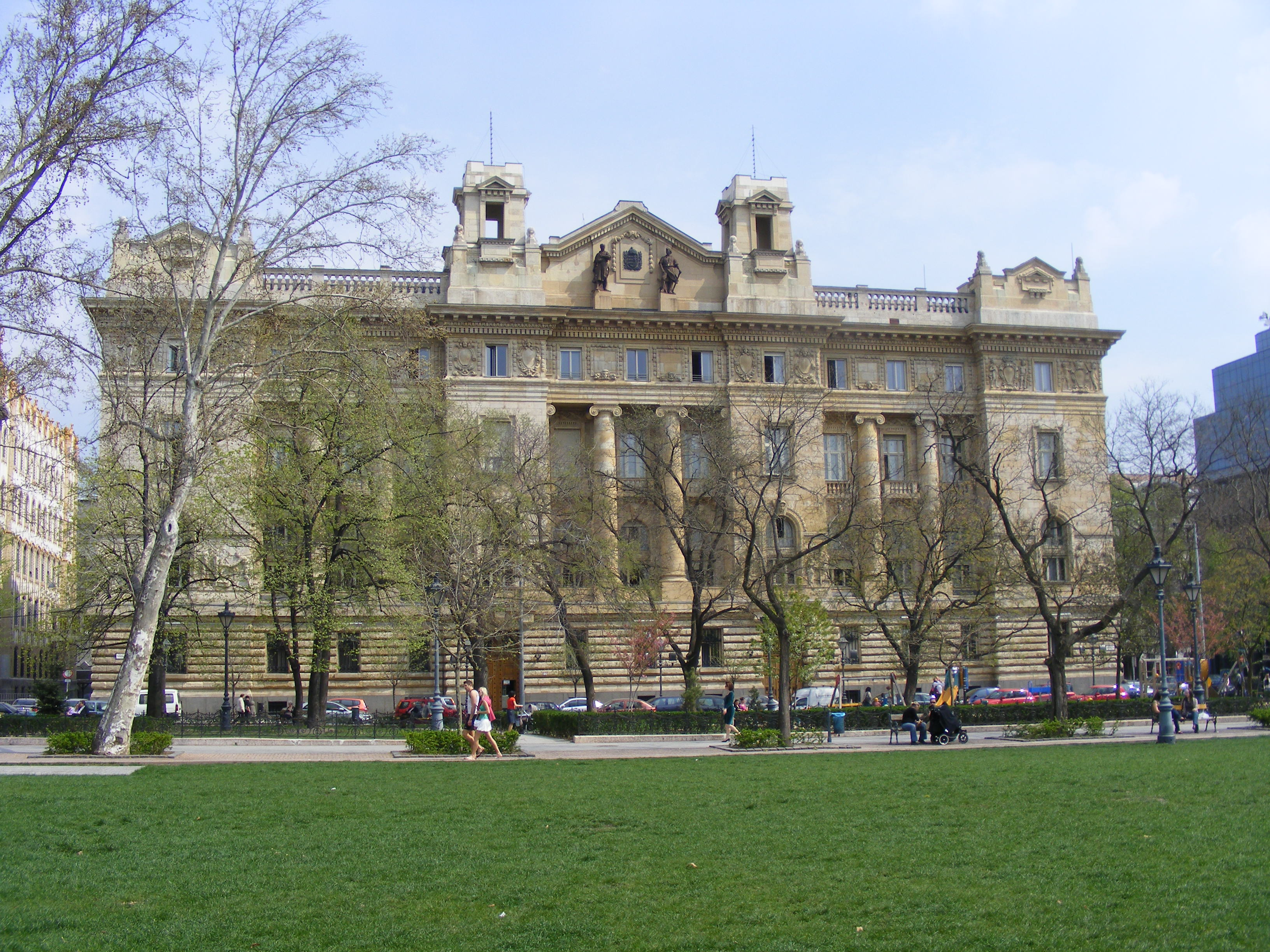
Ця ж будівля 2009 року
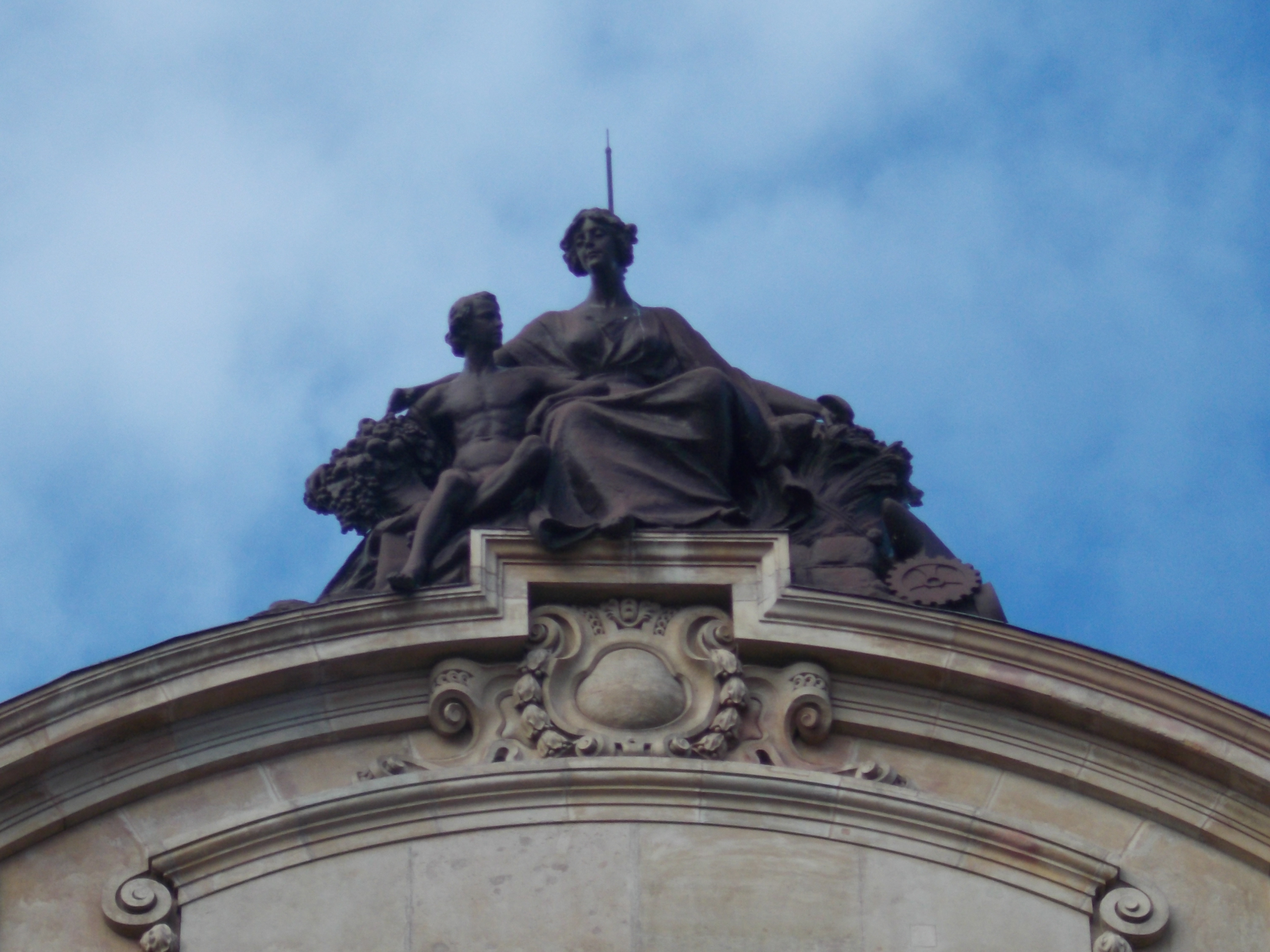
Алегорія банку, художник Йожеф Рона

### Відділення
До 1914 року Австро-Угорський банк мав 104 філії та 179 місцевих відділень по всій монархії.

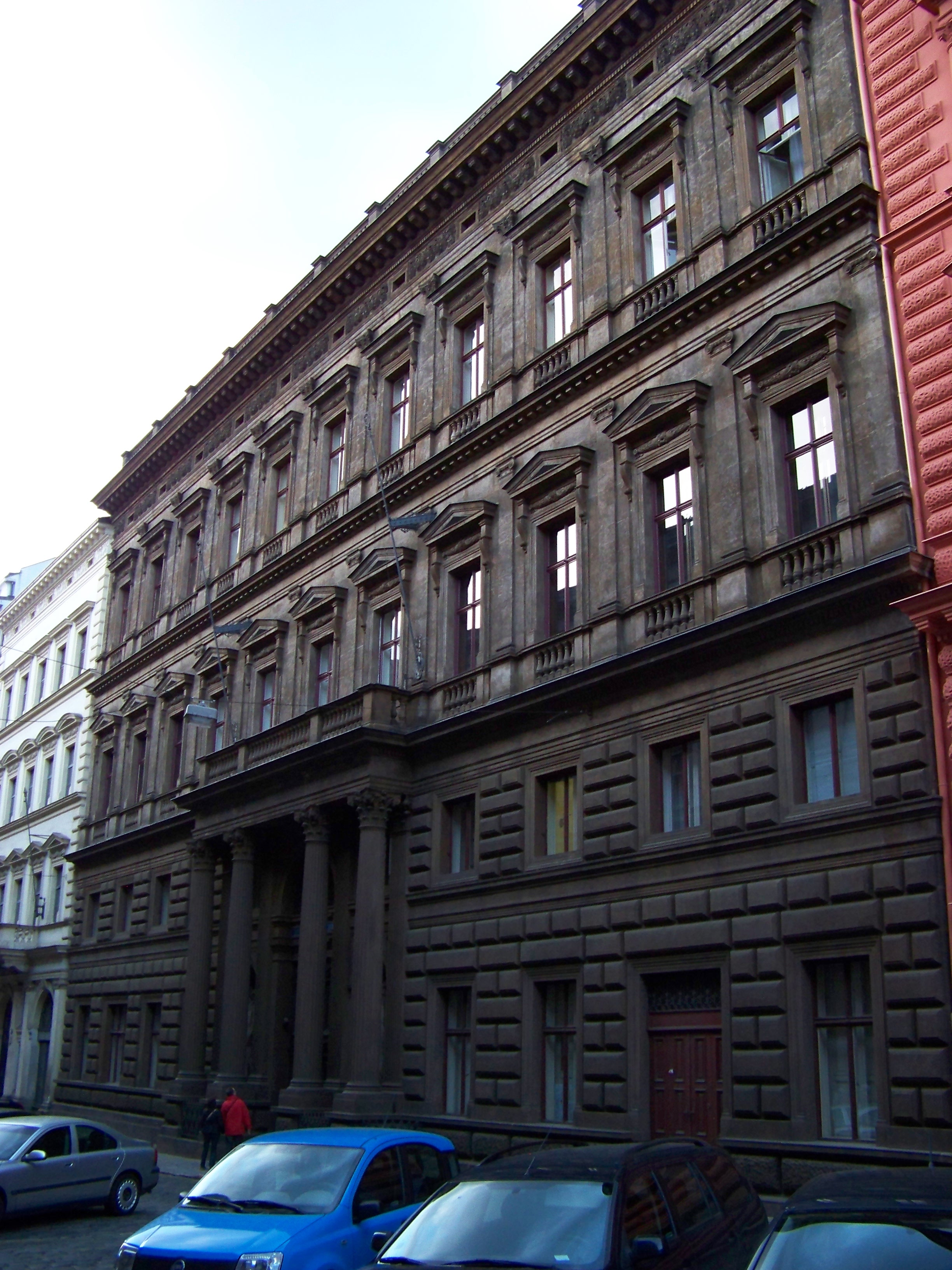
Палац Шебек, будівля відділення Банку в Празі з 1890 року
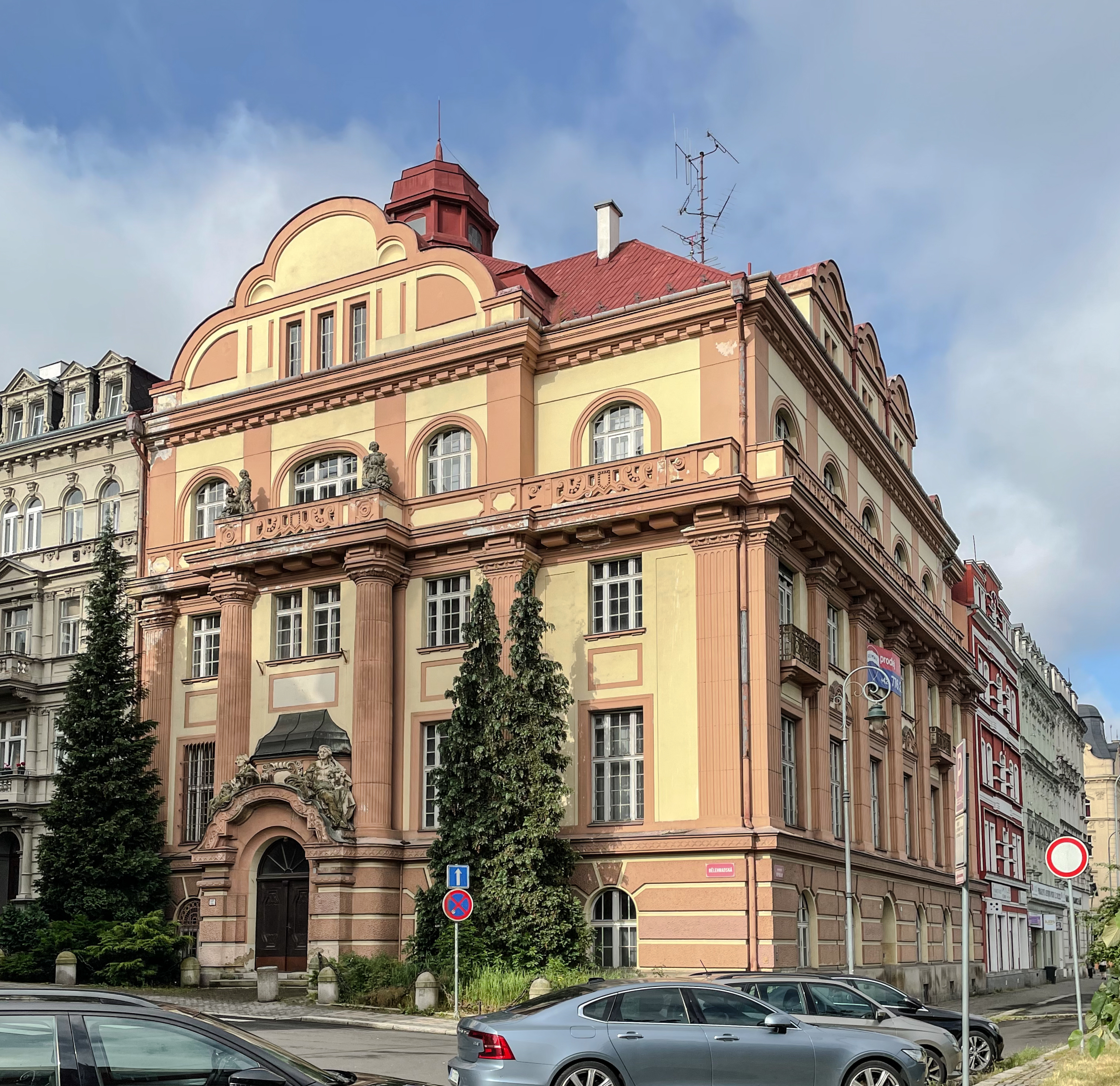
Будівля комерційного банку (Карлові Вари)[cs] в Карлових Варах, 2021
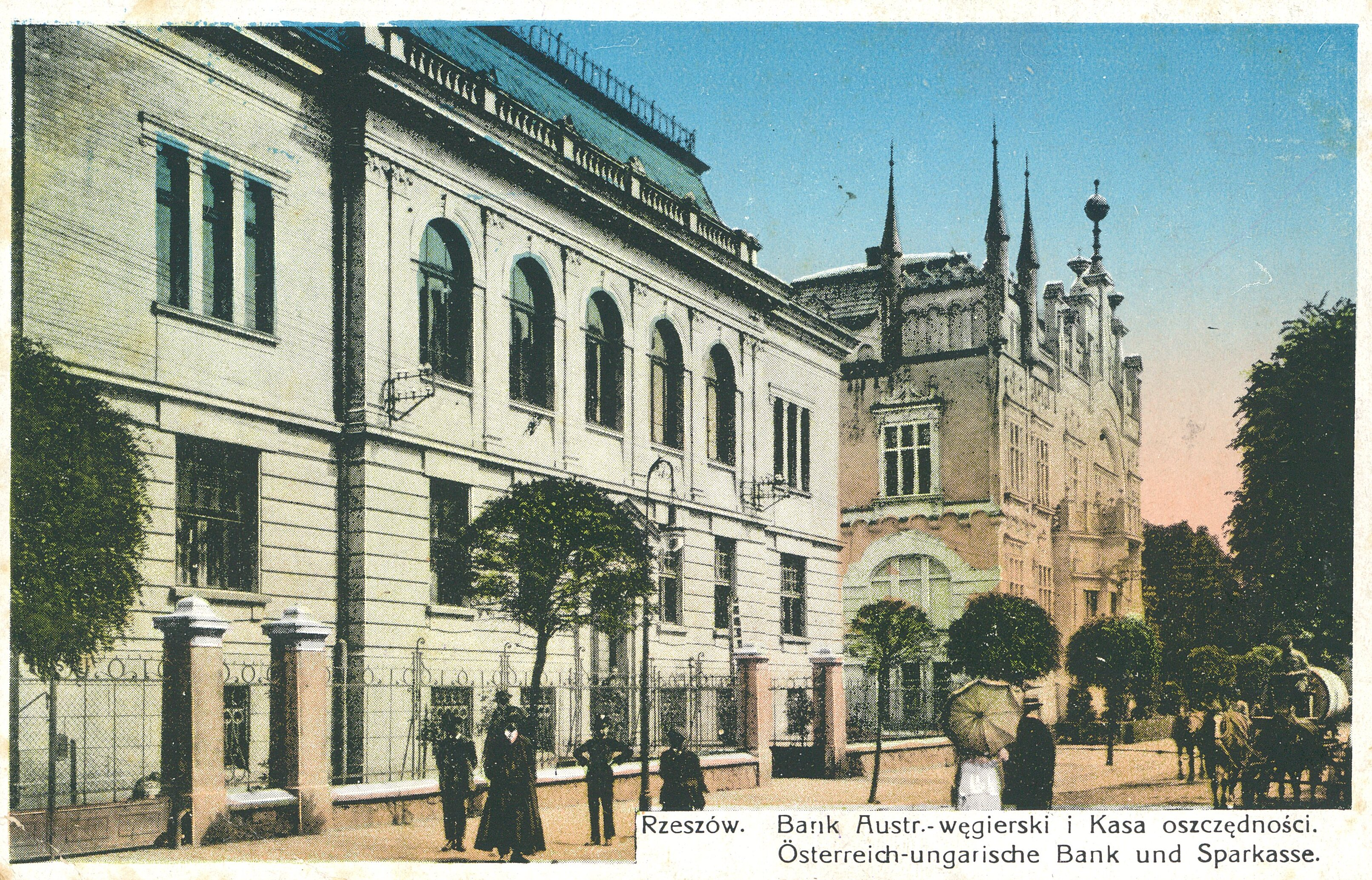
Колишнє відділення у Жешуві, 1915 рік
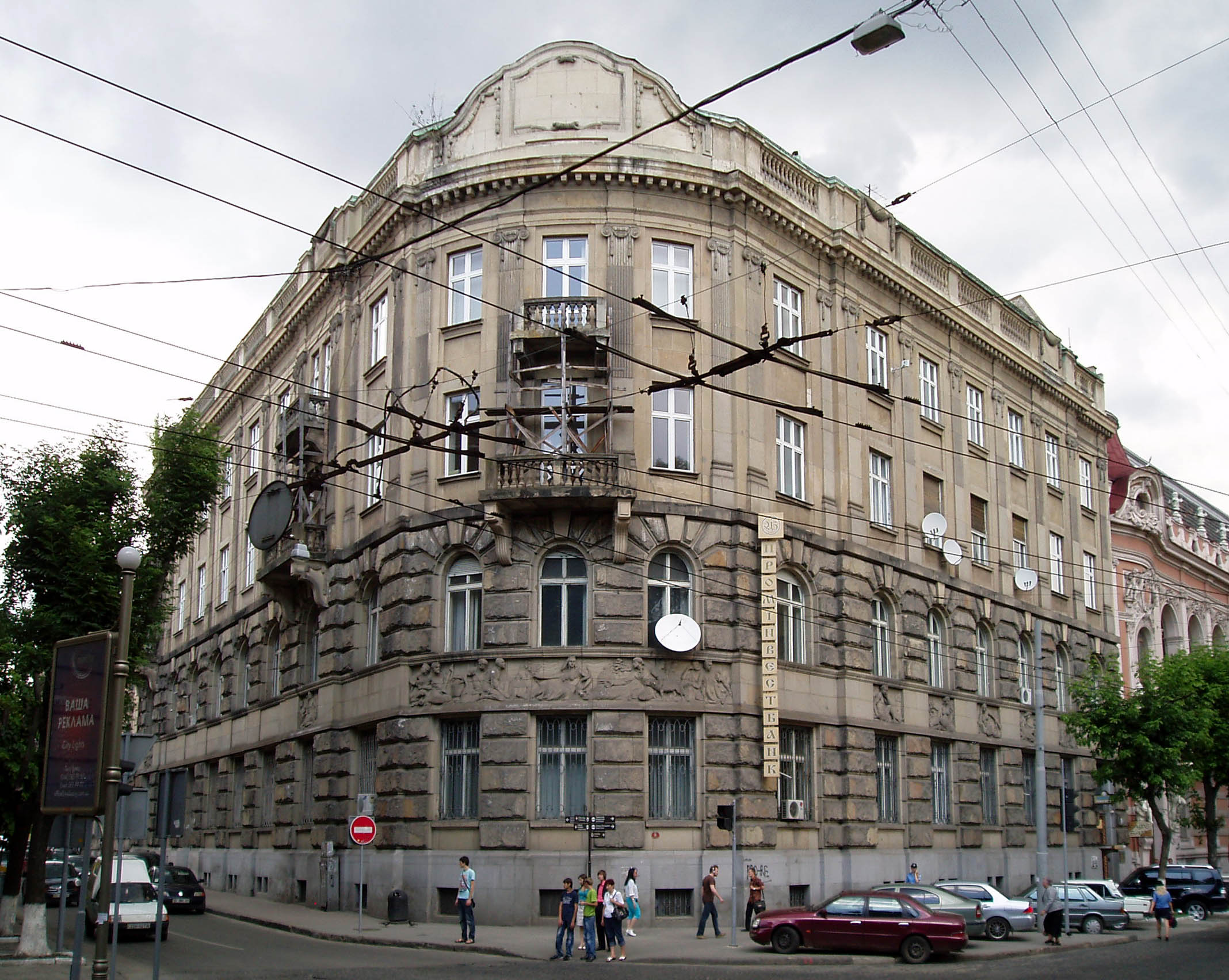
Колишнє відділення у Львові, 2011 рік; переобладнане під BANKHOTEL
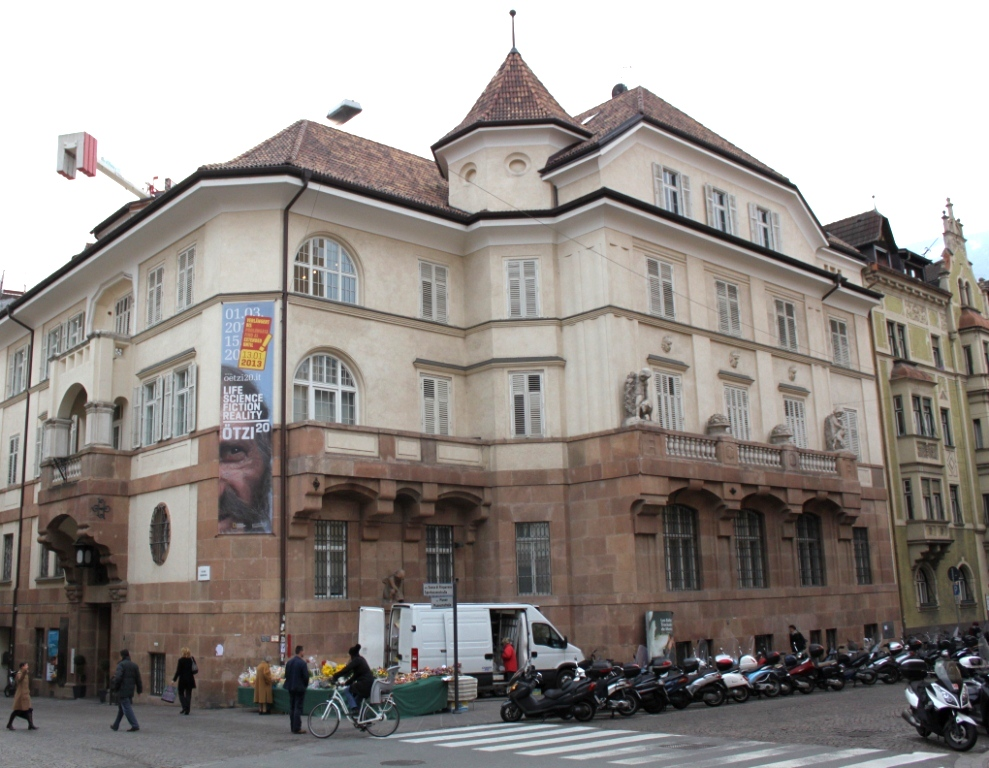
Колишня філія в Больцано[19], 2012 рік
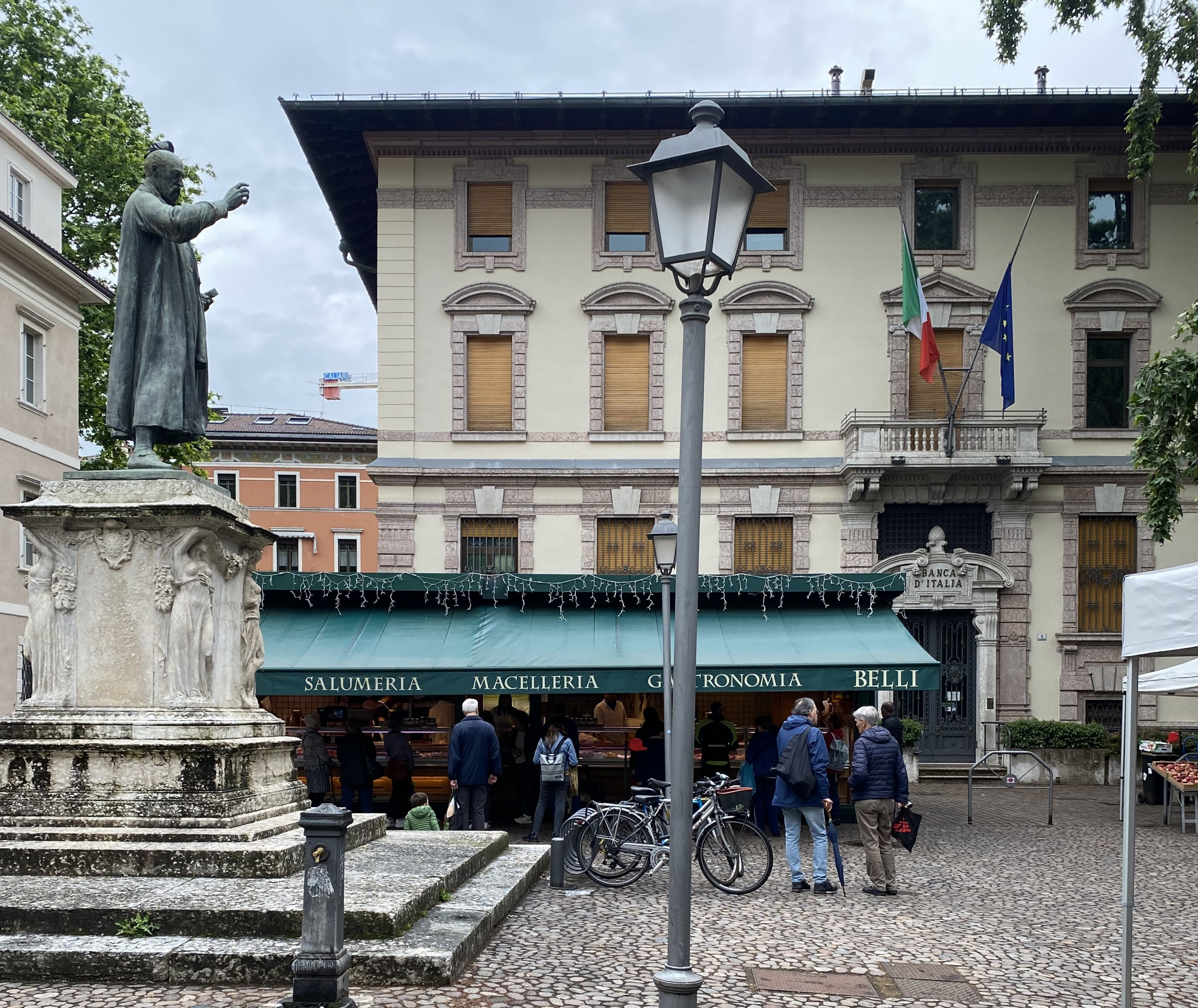
Колишня філія в Тренто[20], 2024 рік
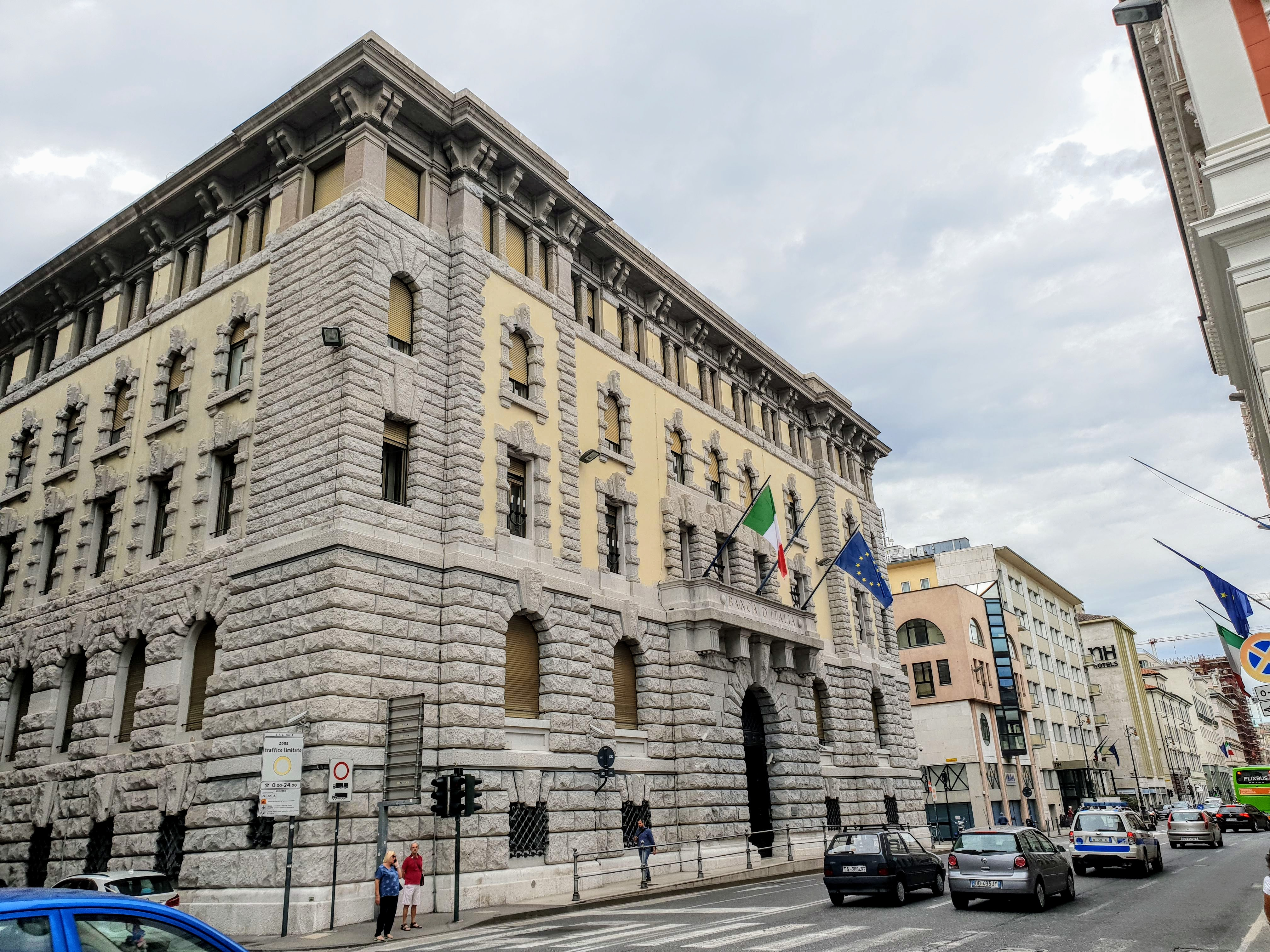
Палац Банку Італії (Трієст)[it] Трієсті, 2018 рік
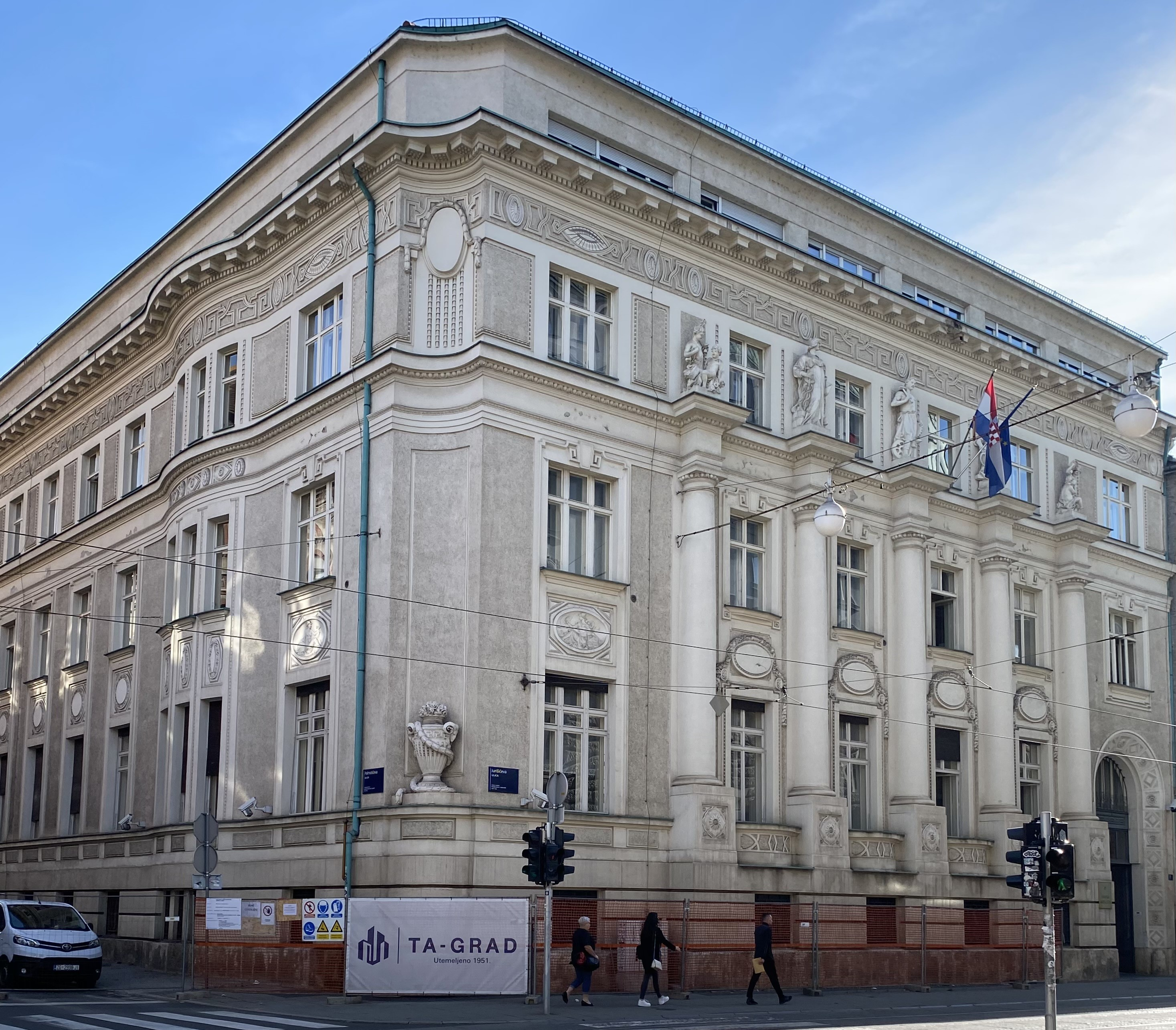
Колишнє відділення в Загребі, спроєктований Лавом Калдою[hr][21], 2024 рік
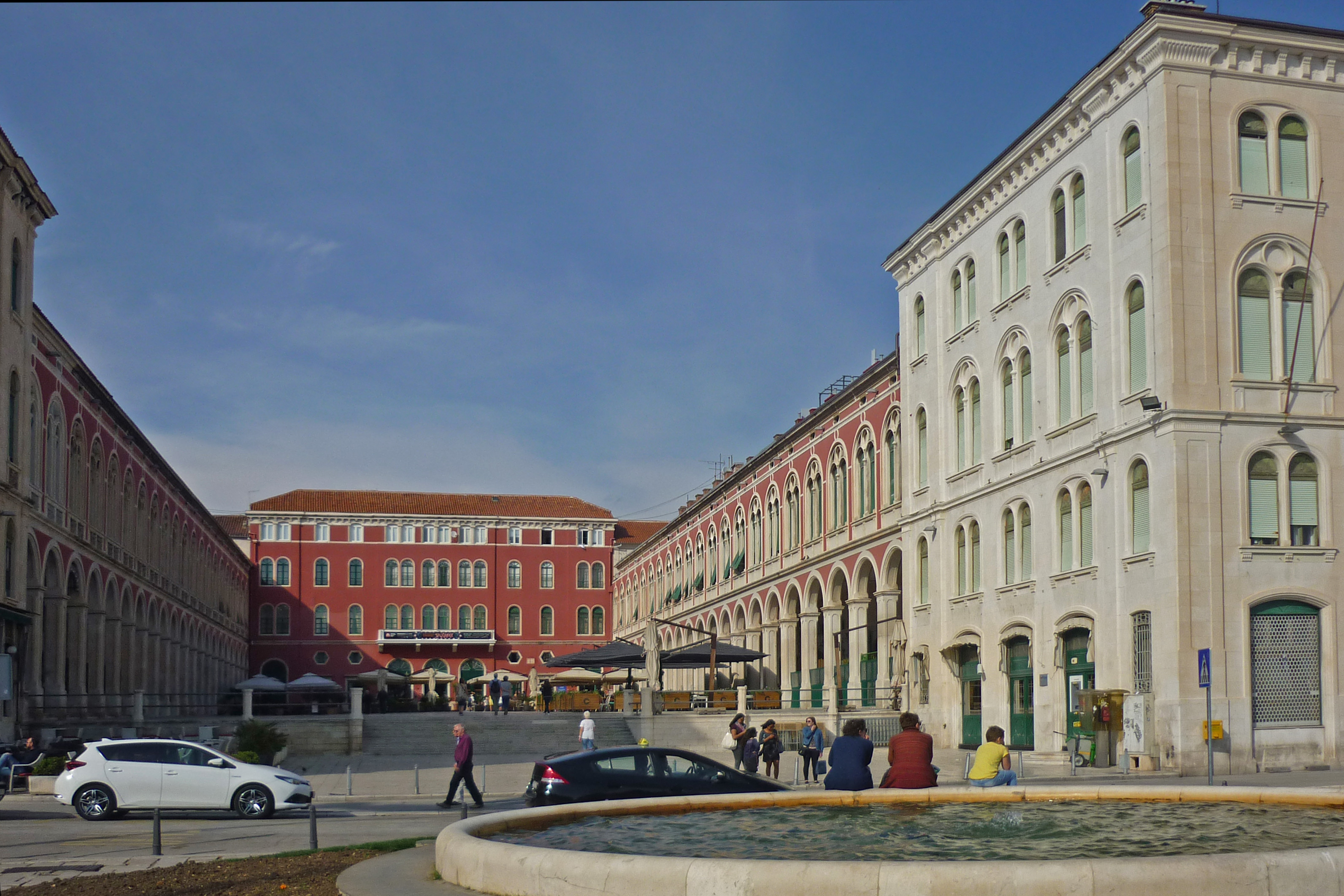
Колишнє відділення у Спліті (праворуч)[2], 2017 рік
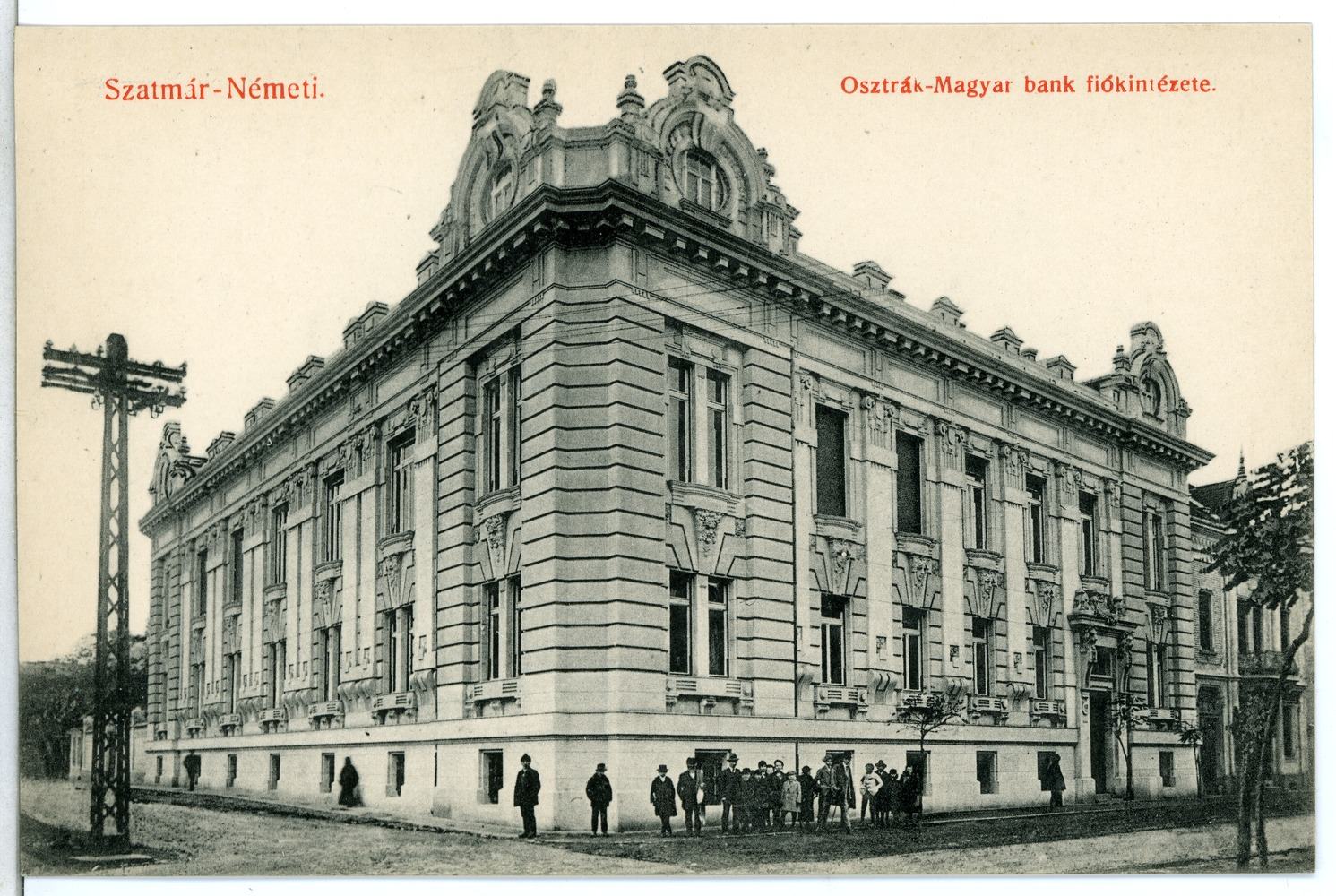
Колишнє відділення в Сату-Маре, 1911 рік
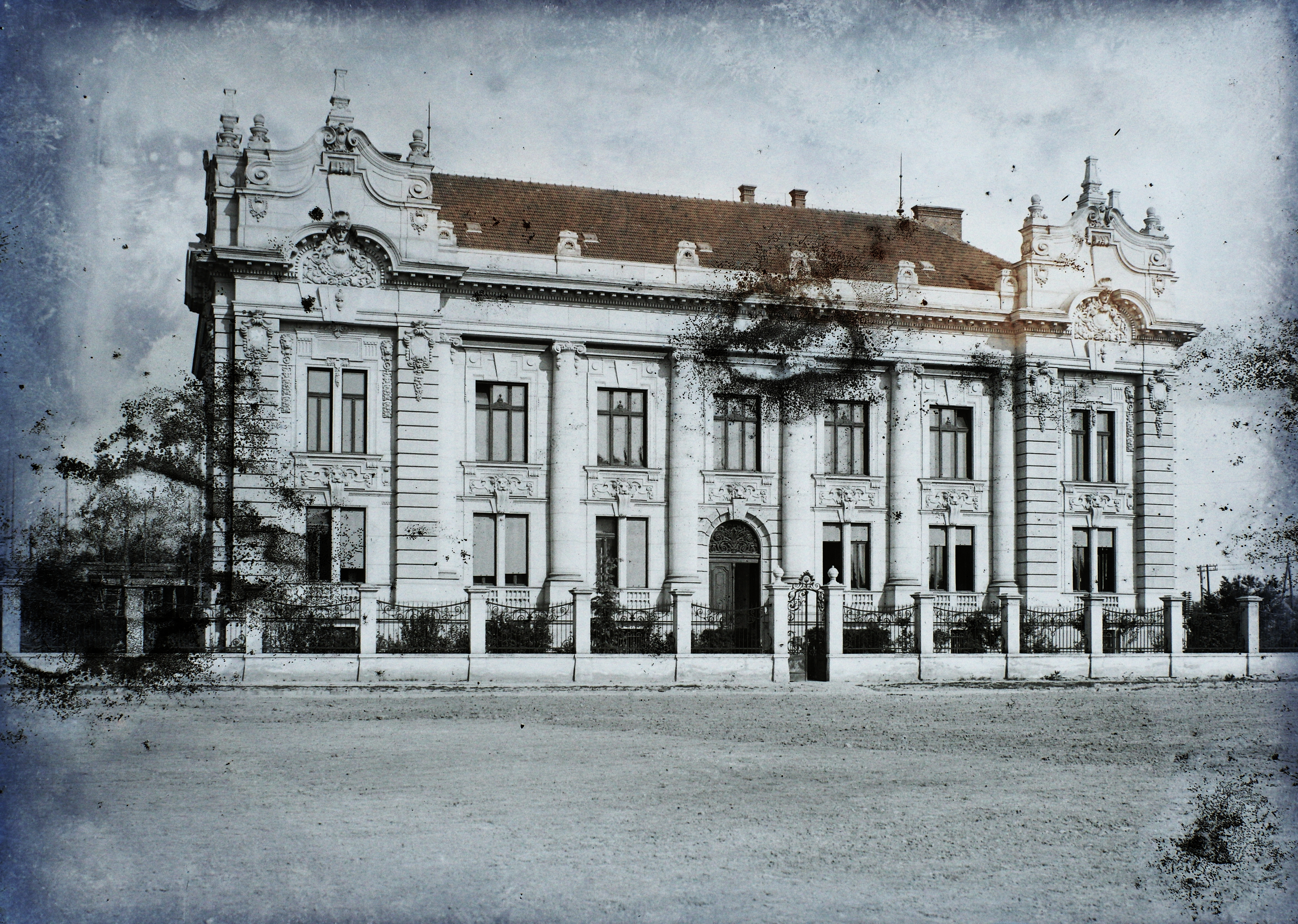
Колишнє відділення в Тімішоарі, 1910 рік
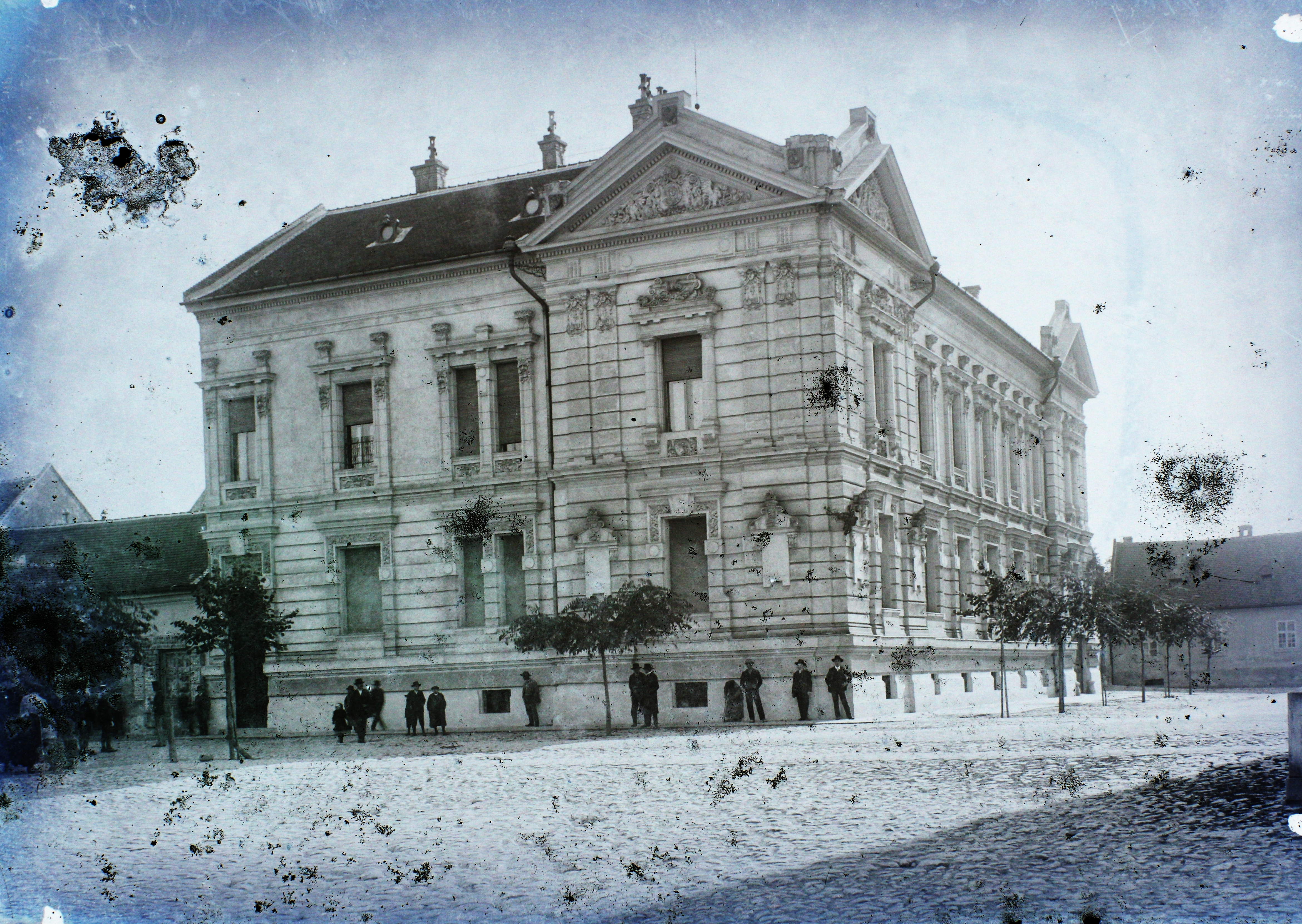
Колишнє відділення в Панчево, 1904 рік
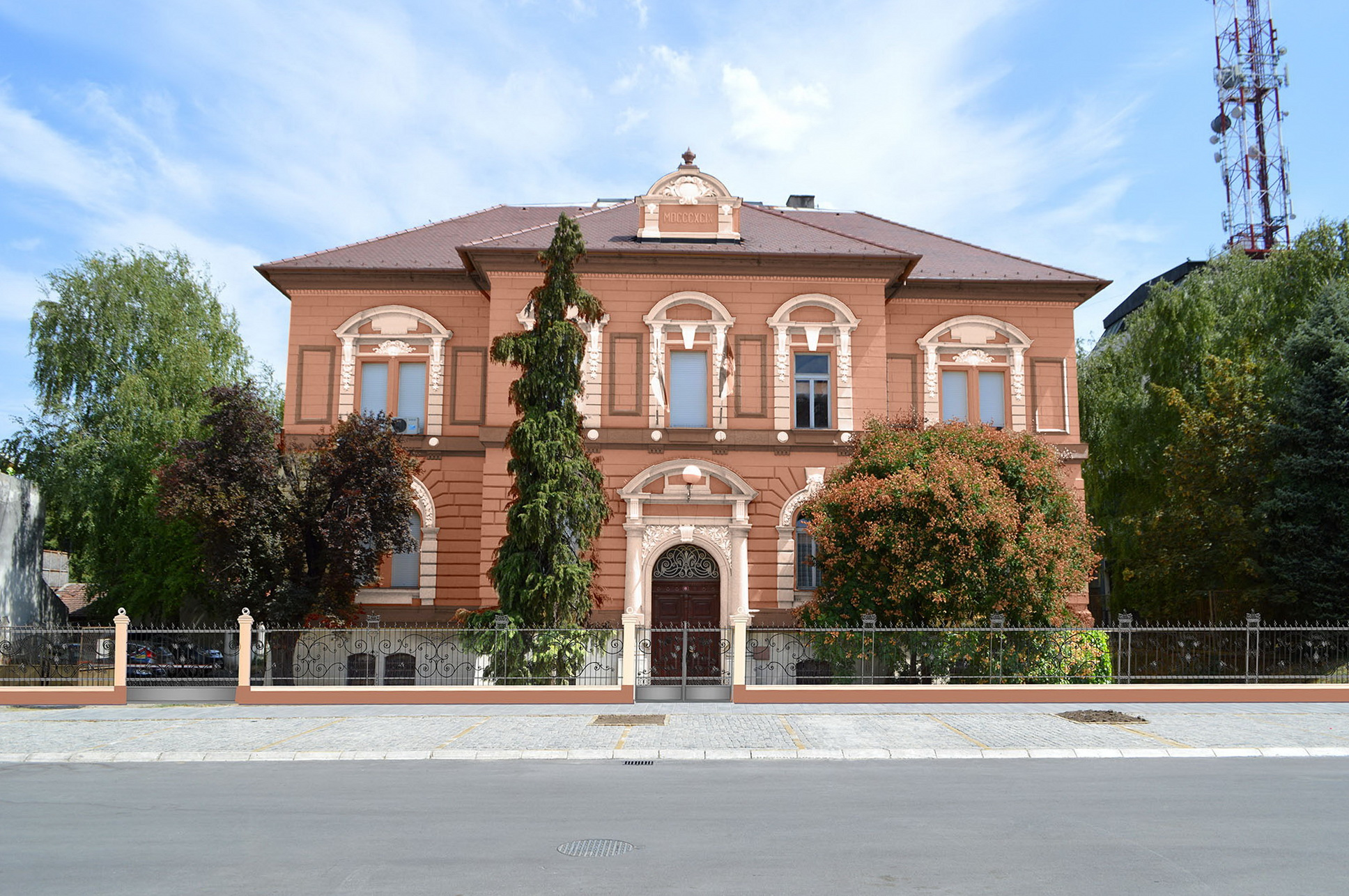
Колишнє відділення в Зренянині, 2015 рік
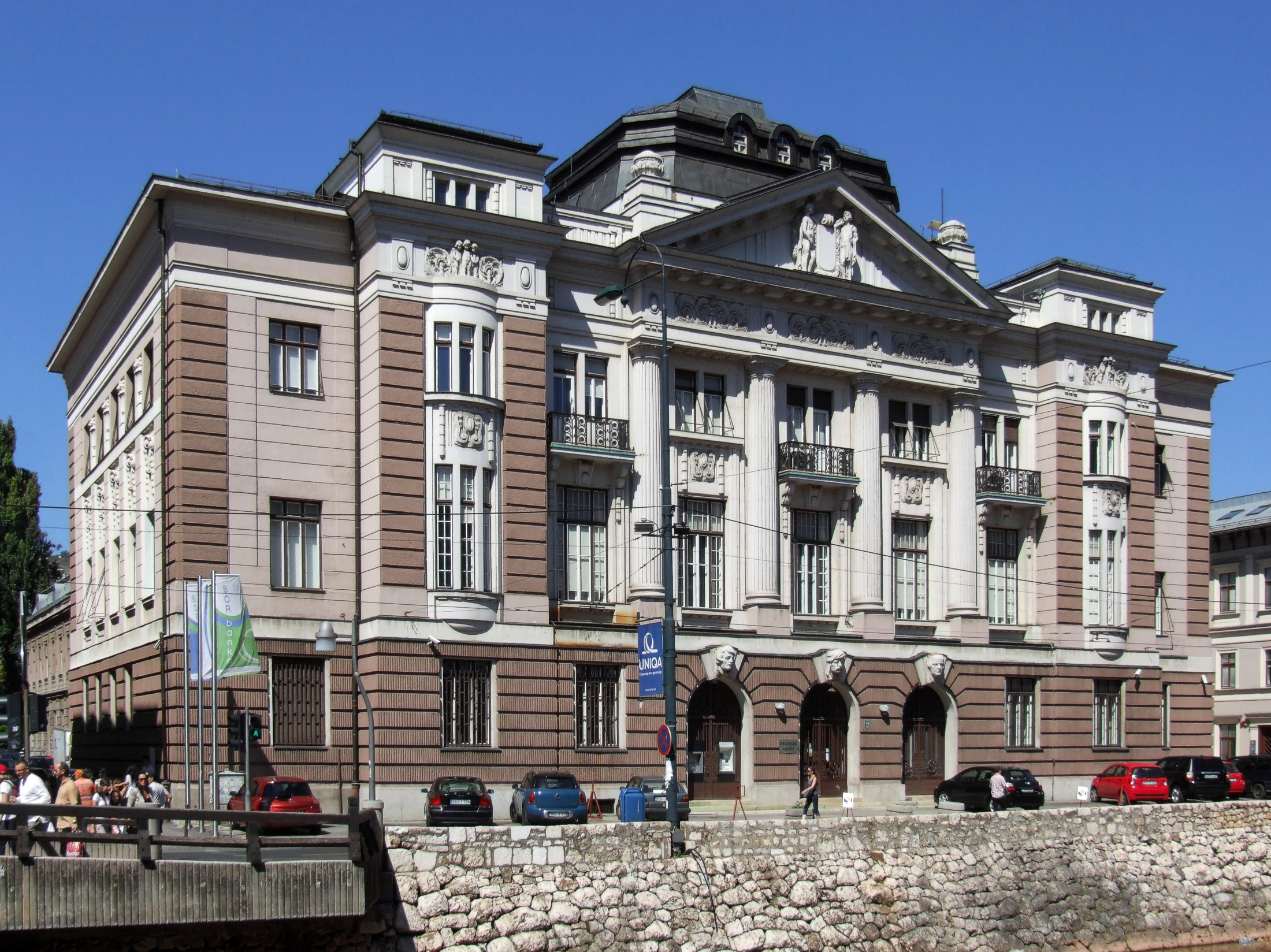
Банк на узбережжі в Сараєво[sh] в Сараєво, 2012 рік